# Liste des églises de Naples

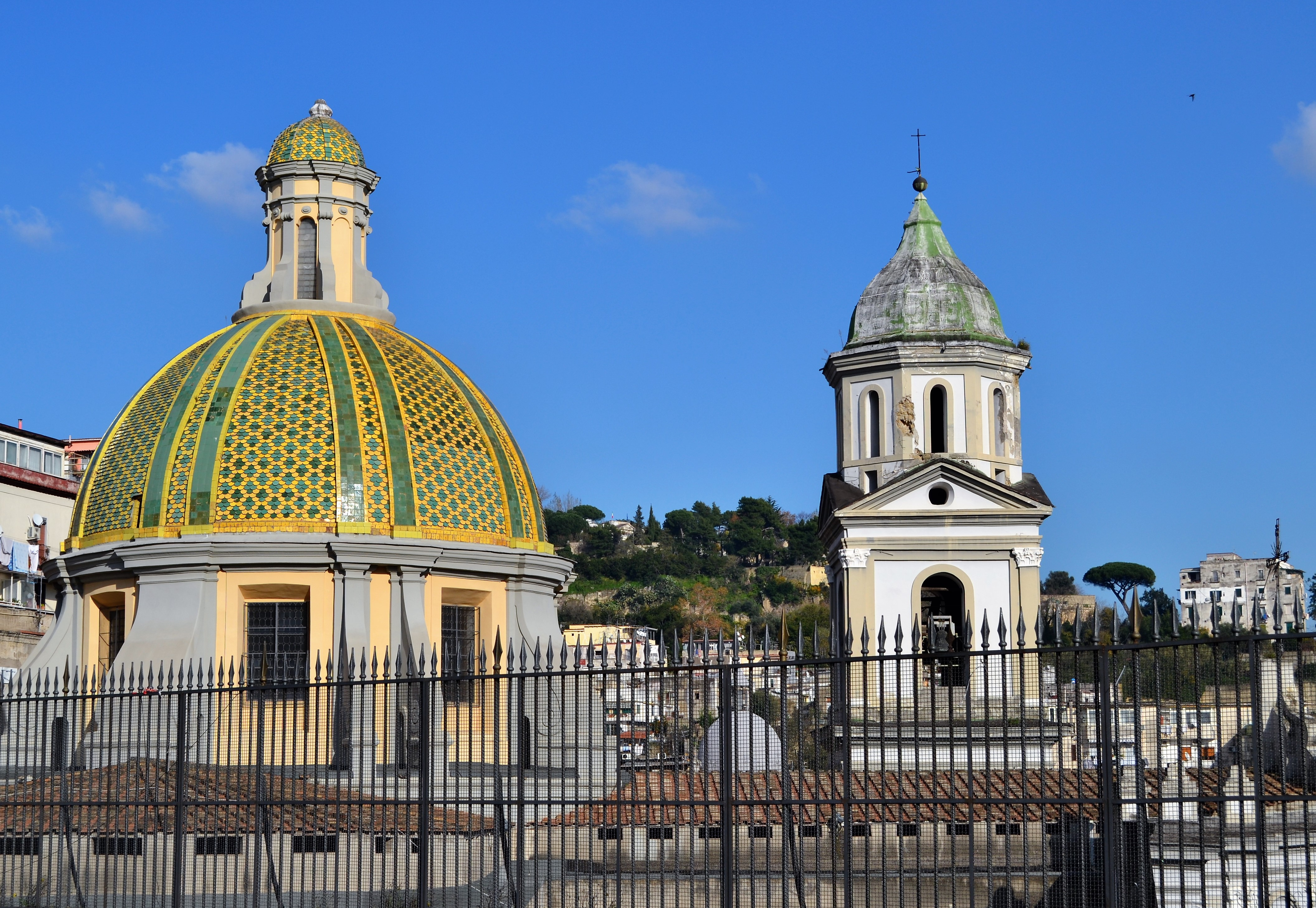
Vue de la Basilique Santa Maria della Sanità et de sa coupole, ainsi que des toits de la ville.

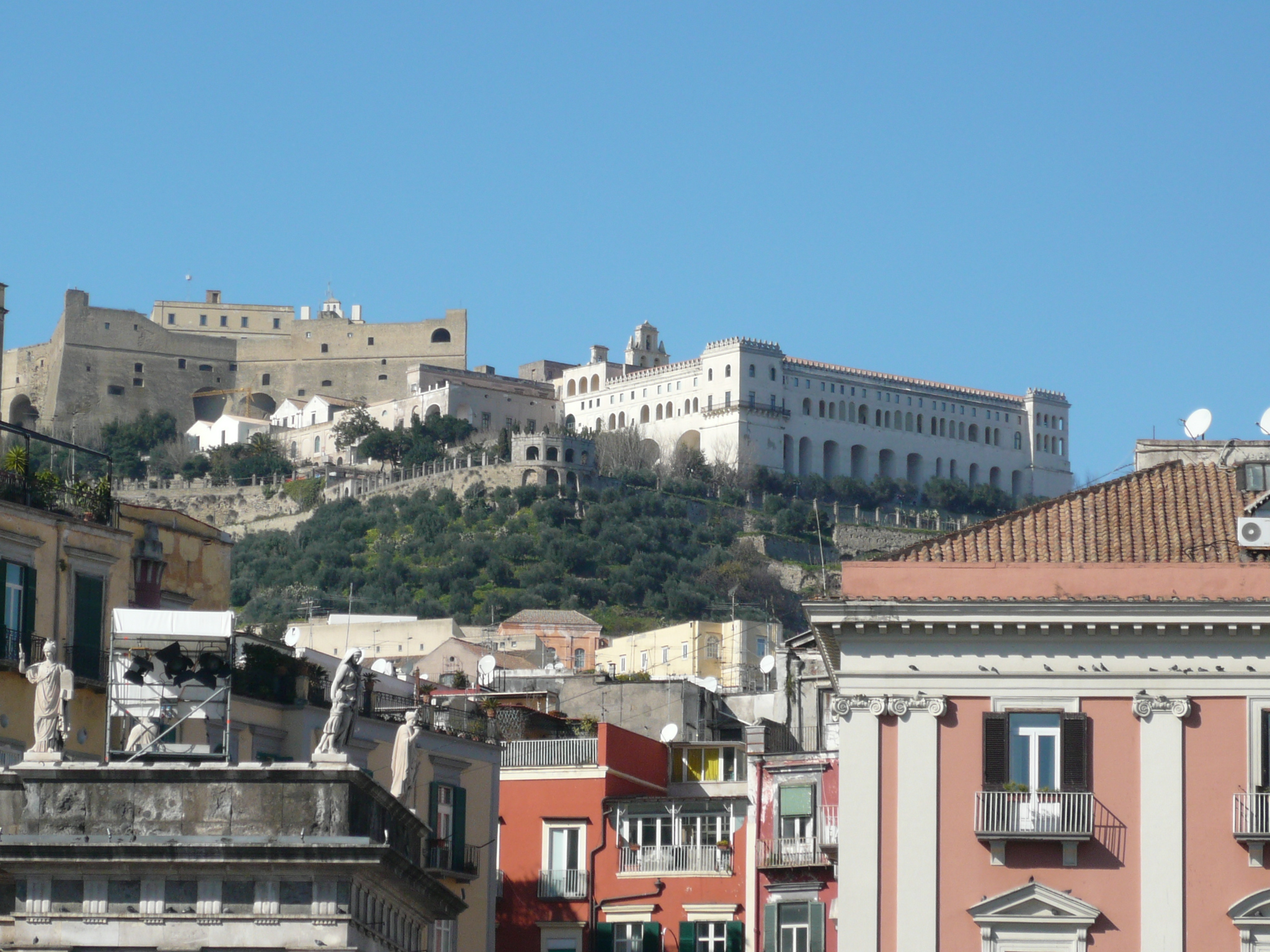
Chartreuse San Martino.

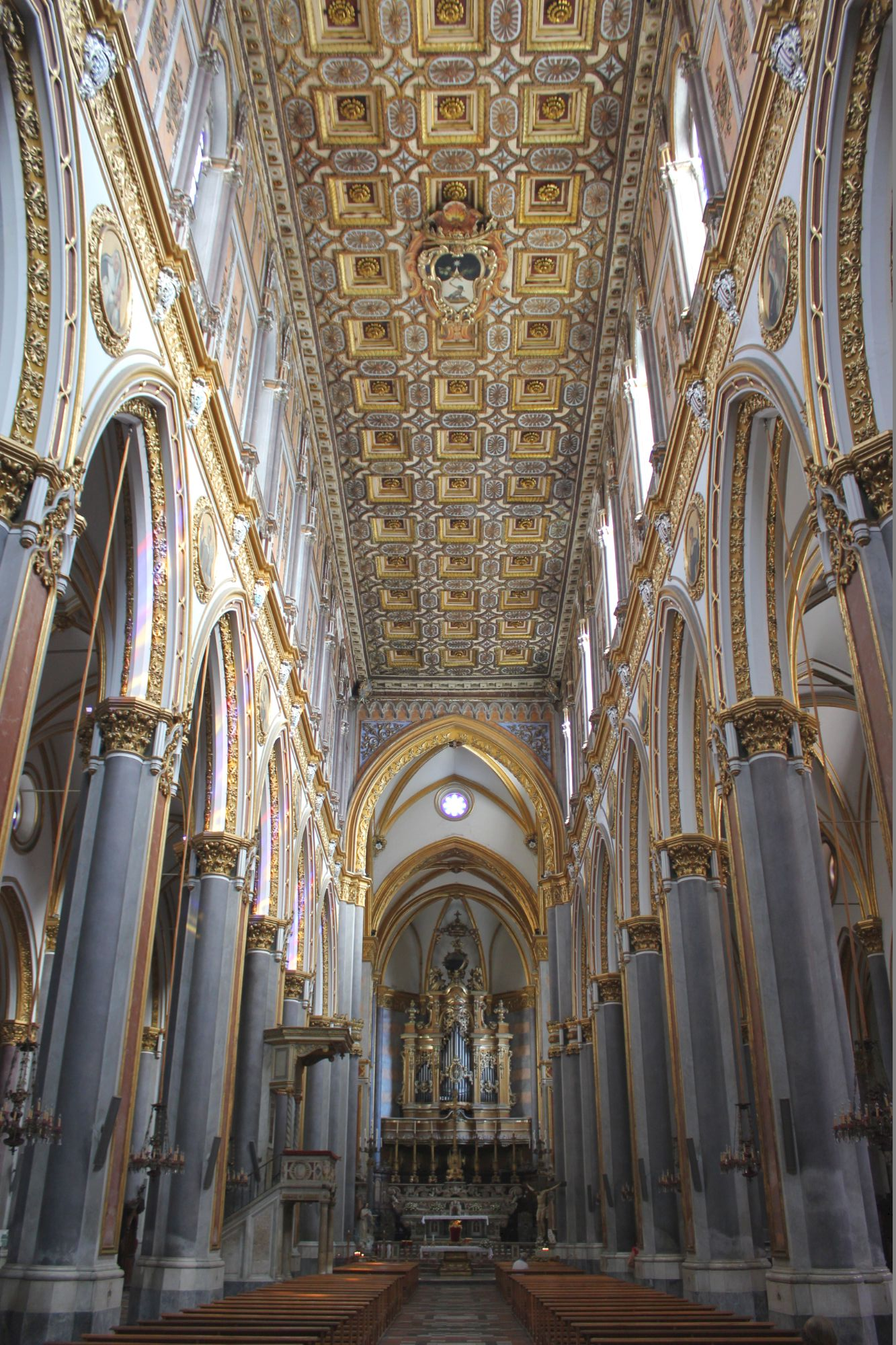
Intérieur de l'église San Domenico Maggiore.

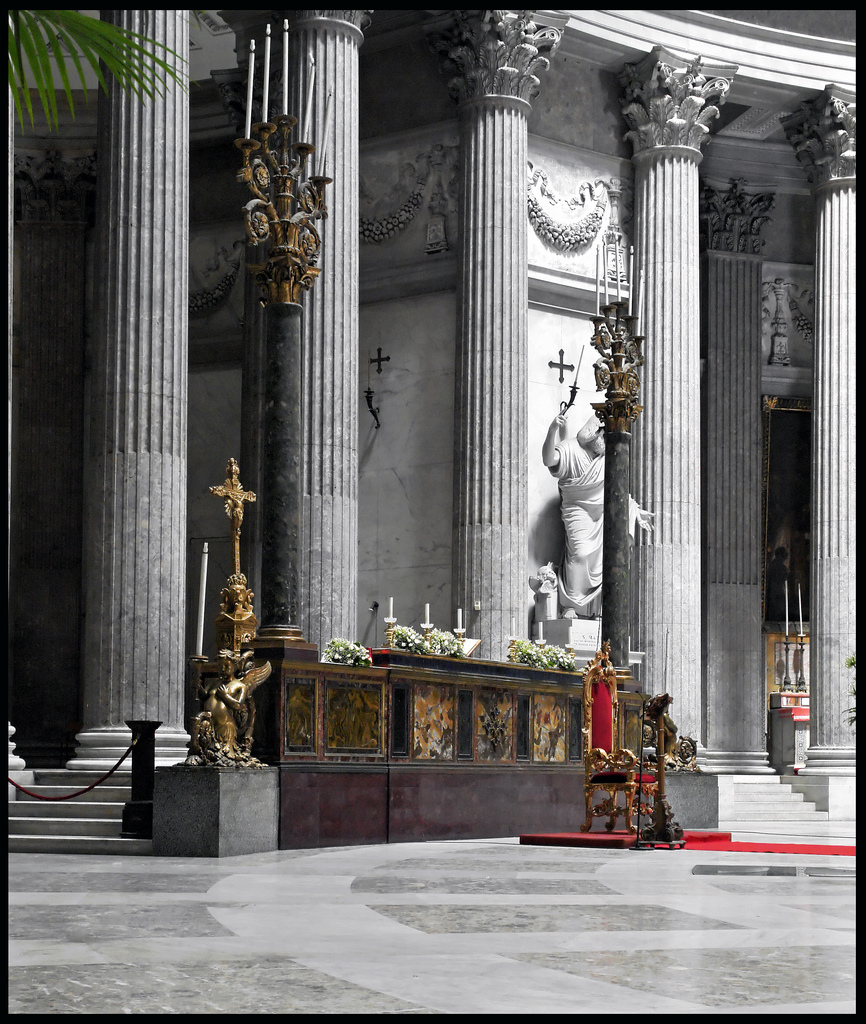
Basilique San Francesco di Paola.

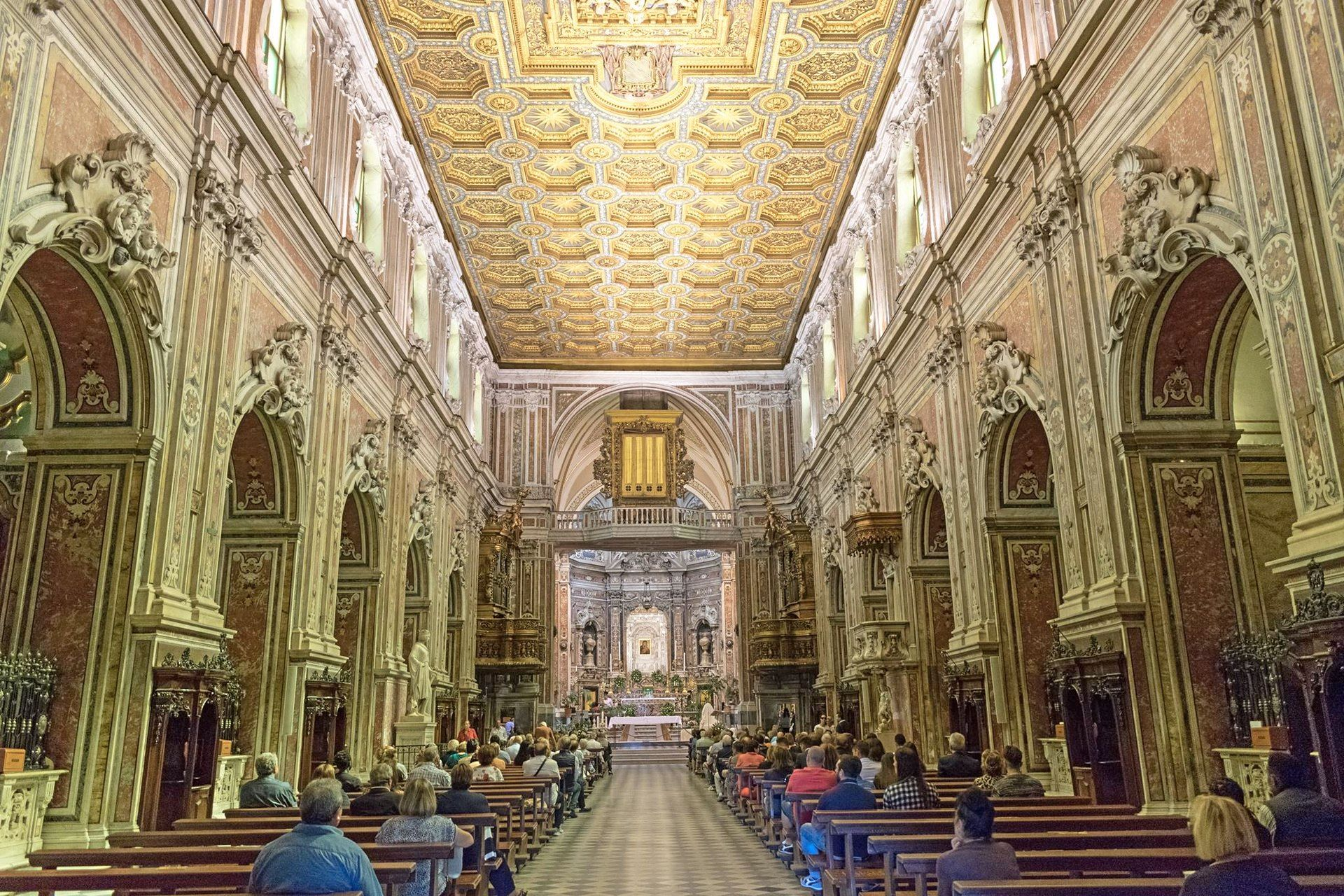
Intérieur de Basilique Santa Maria del Carmine Maggiore.

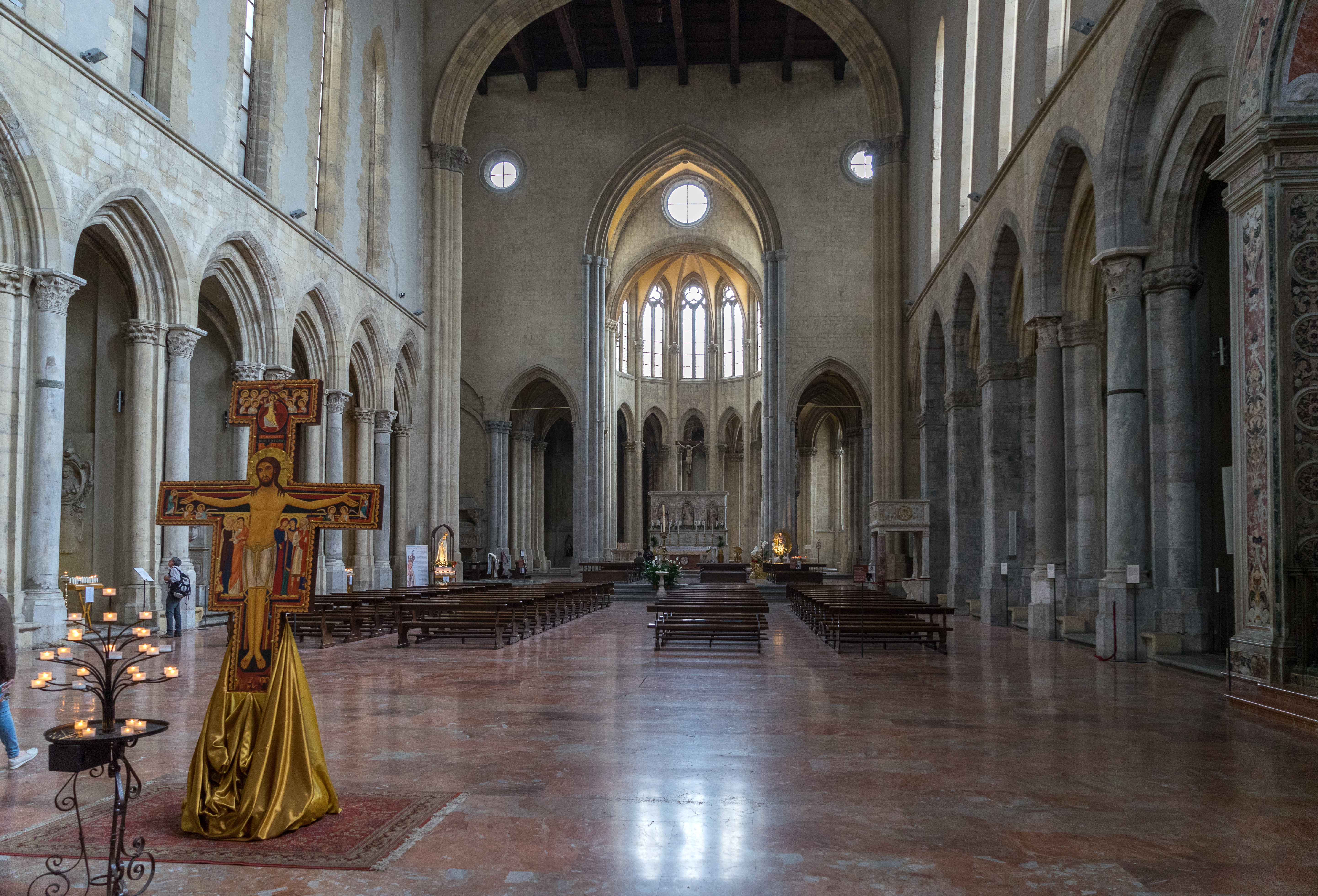
Intérieur de San Lorenzo Maggiore.

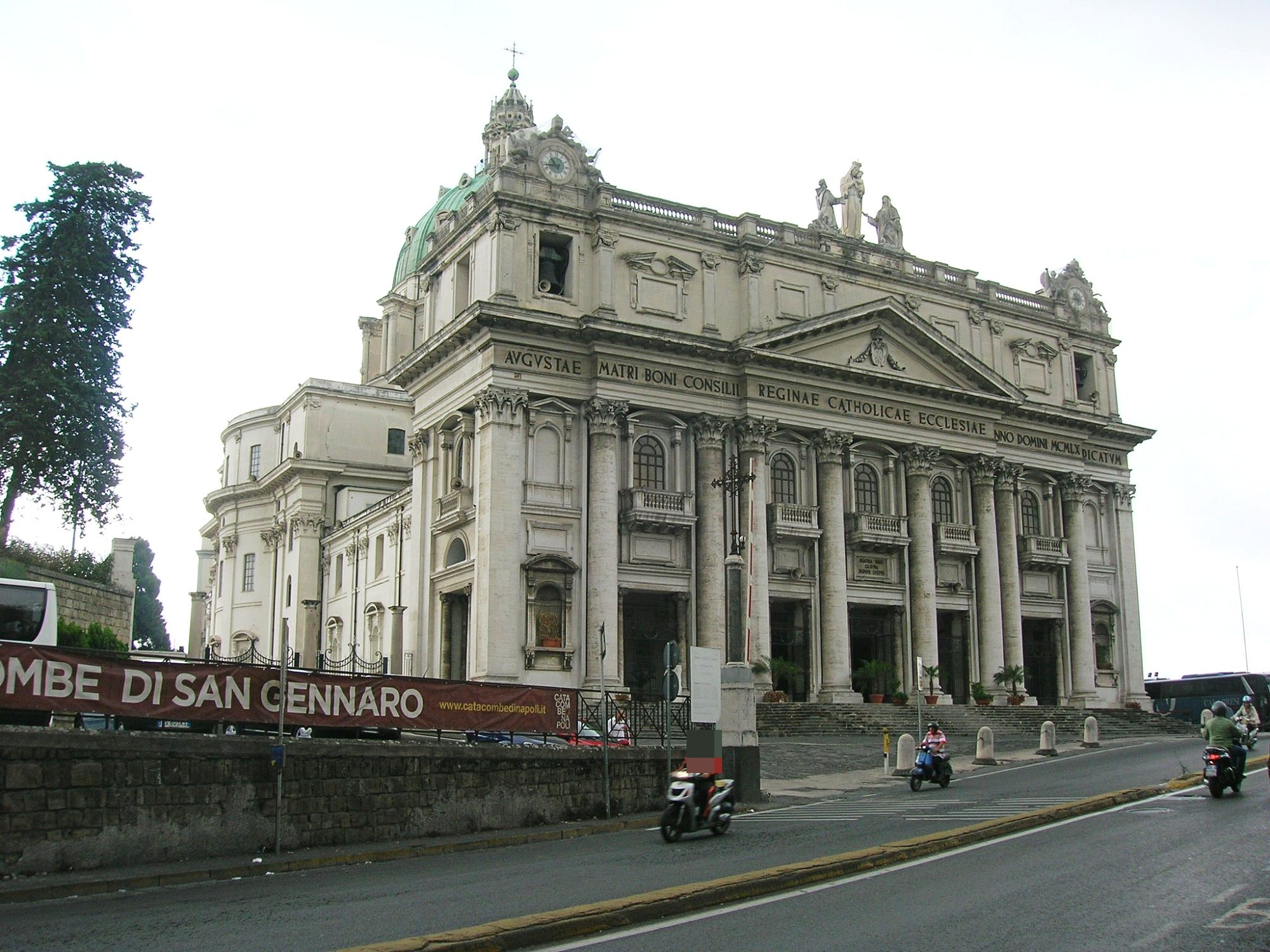
Basilique de l'Incoronata Madre del Buon Consiglio, le « petit Saint-Pierre ».

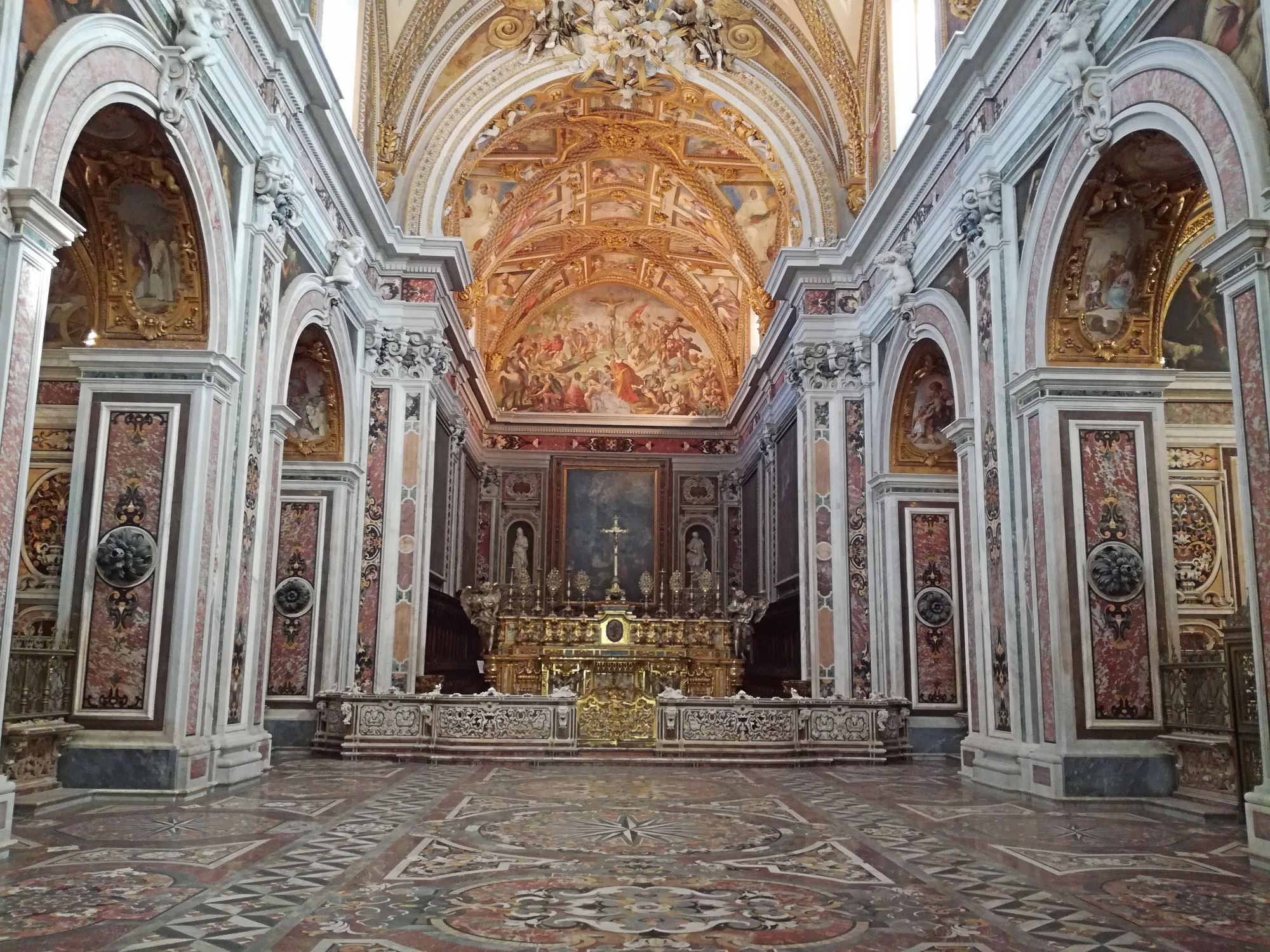
Chartreuse San Martino.

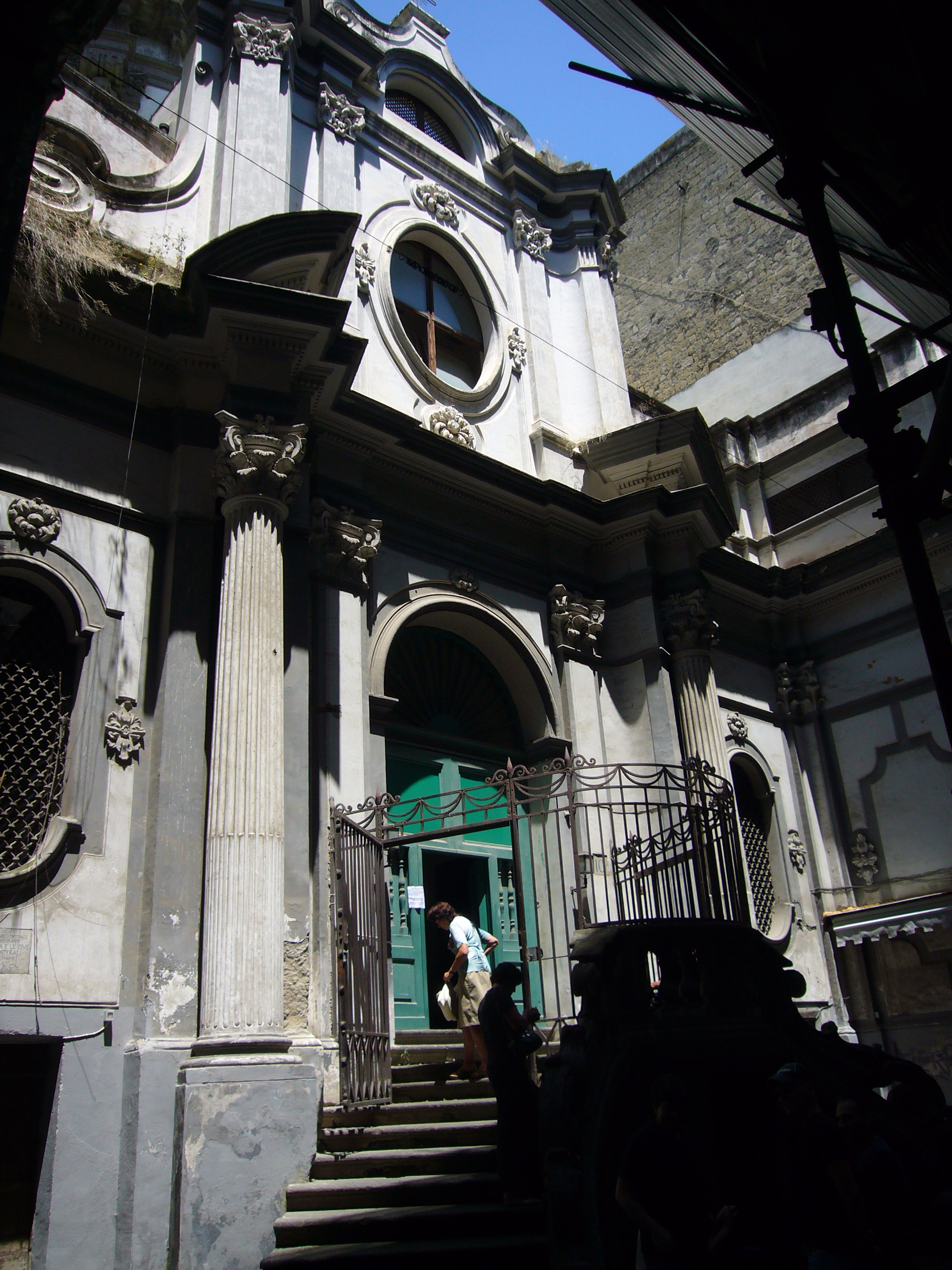
Église San Nicola a Nilo.

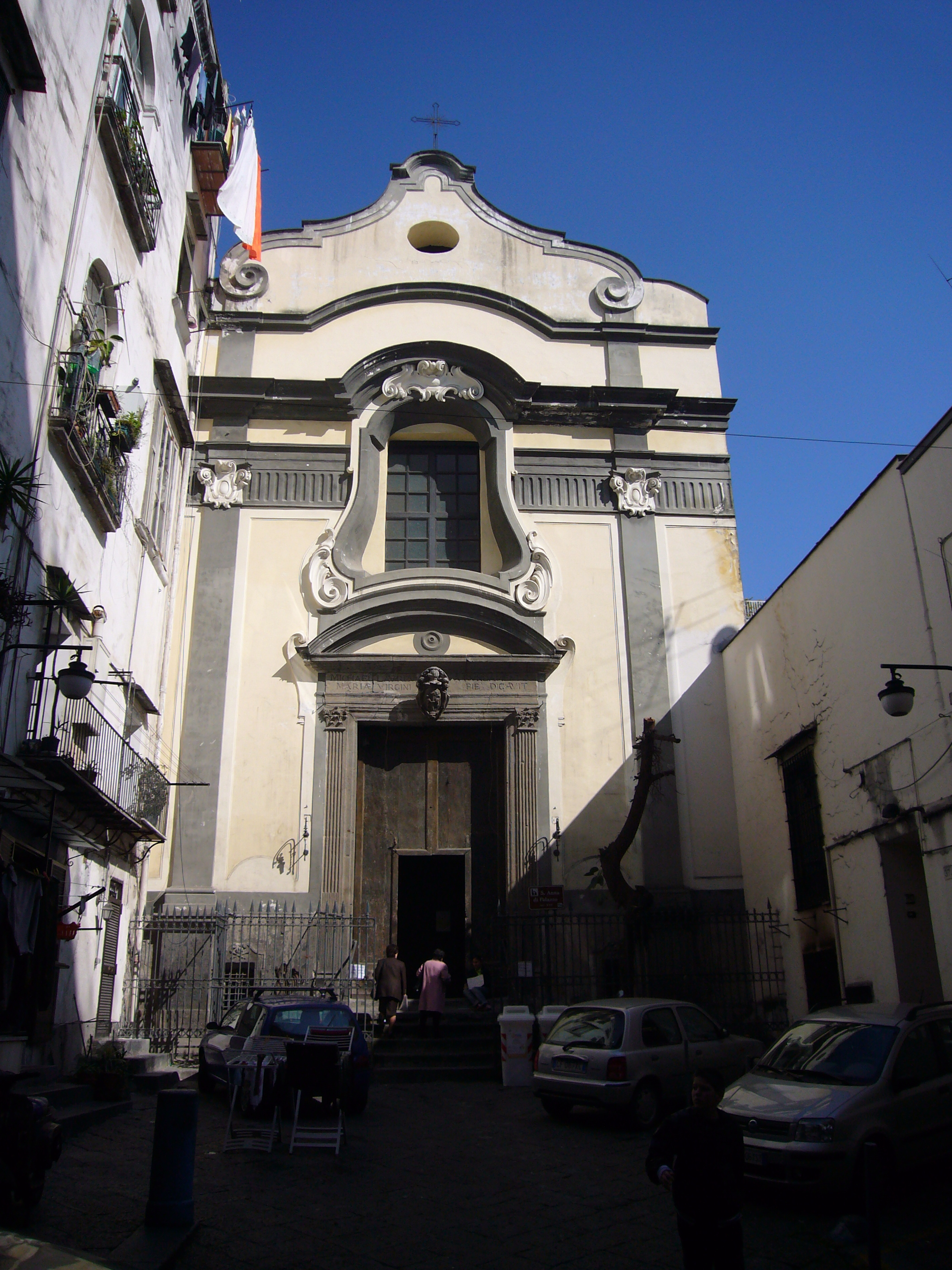
Église Sant'Anna di Palazzo.

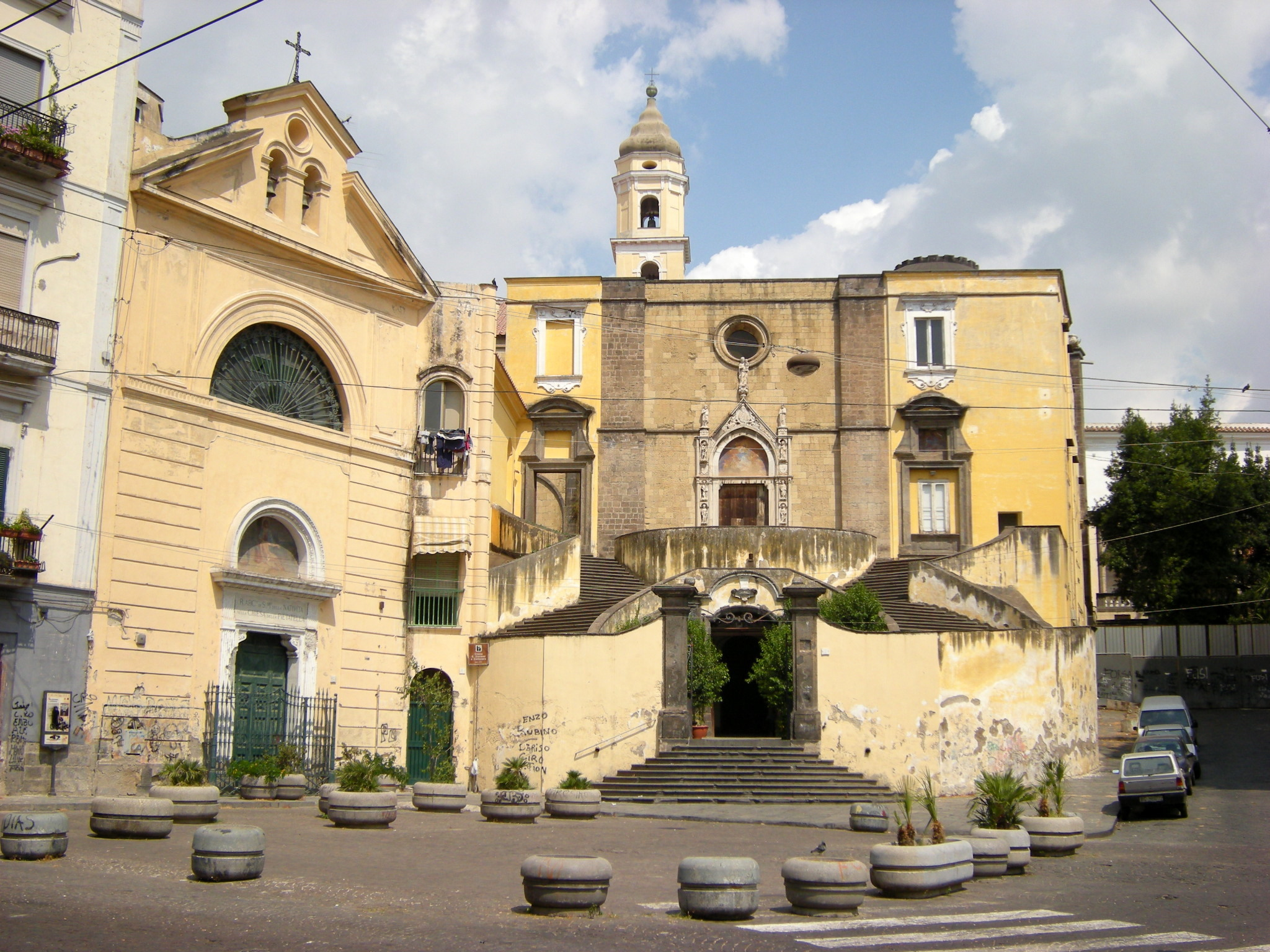
Église San Giovanni a Carbonara.

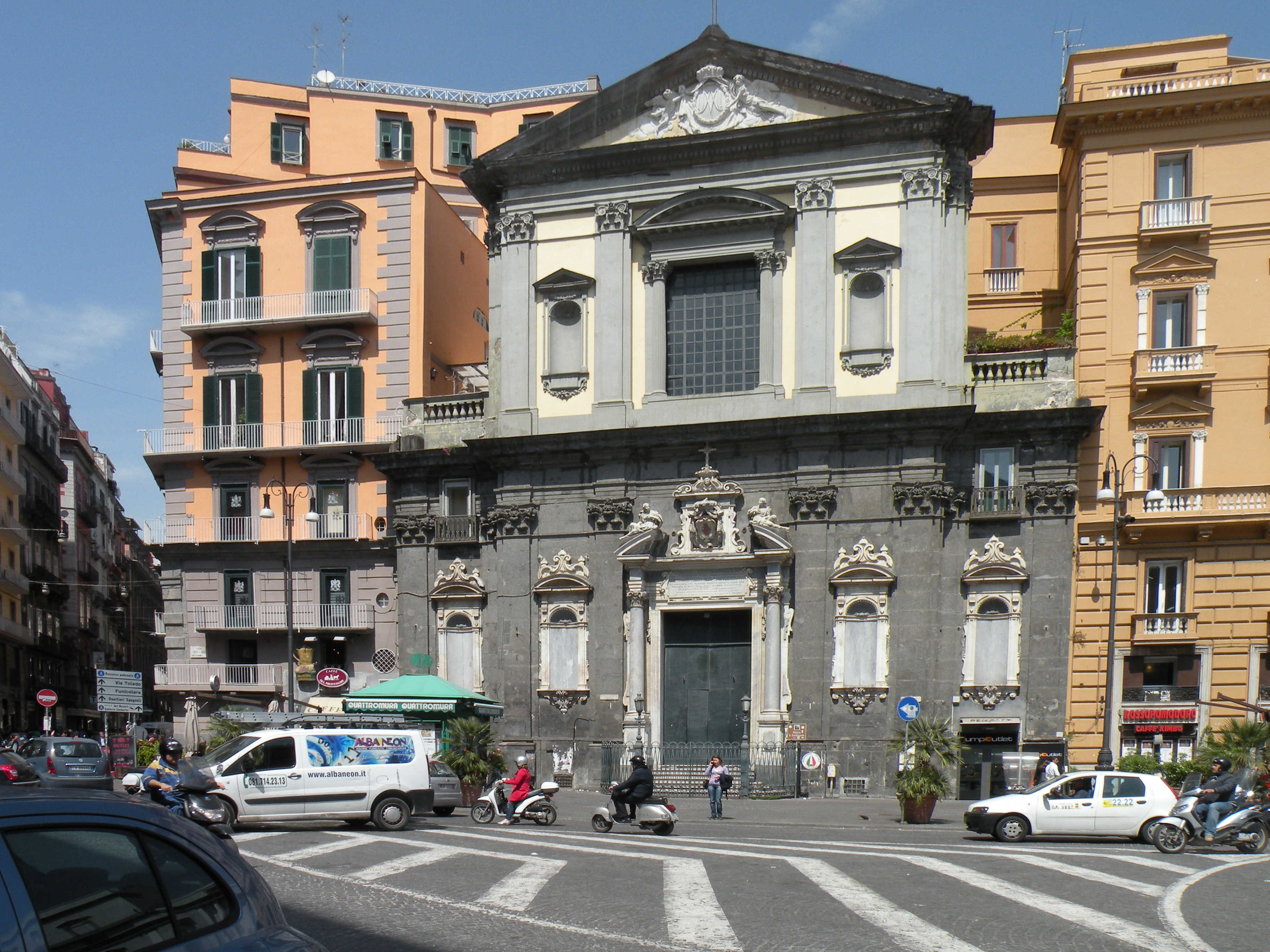
Église San Ferdinando.

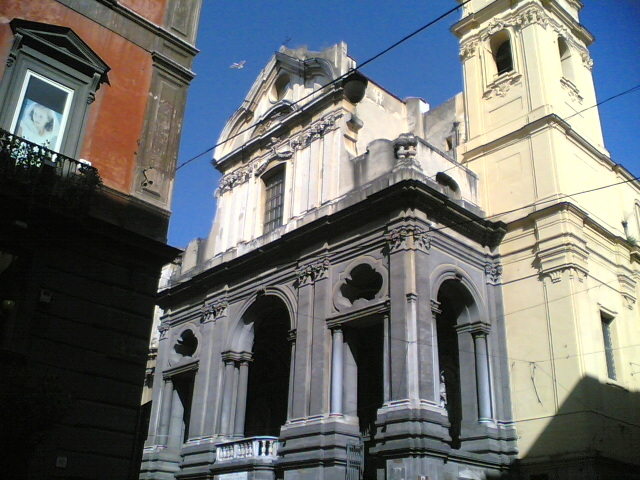
Église San Giuseppe dei Ruffi.

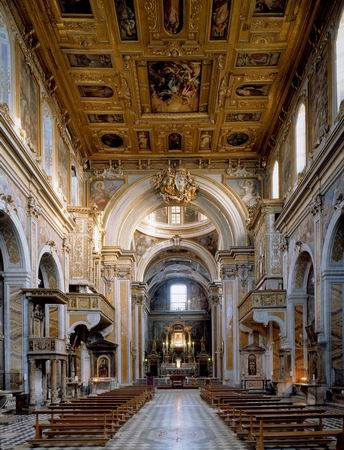
Intérieur de Église Notre-Dame-la-Nouvelle.

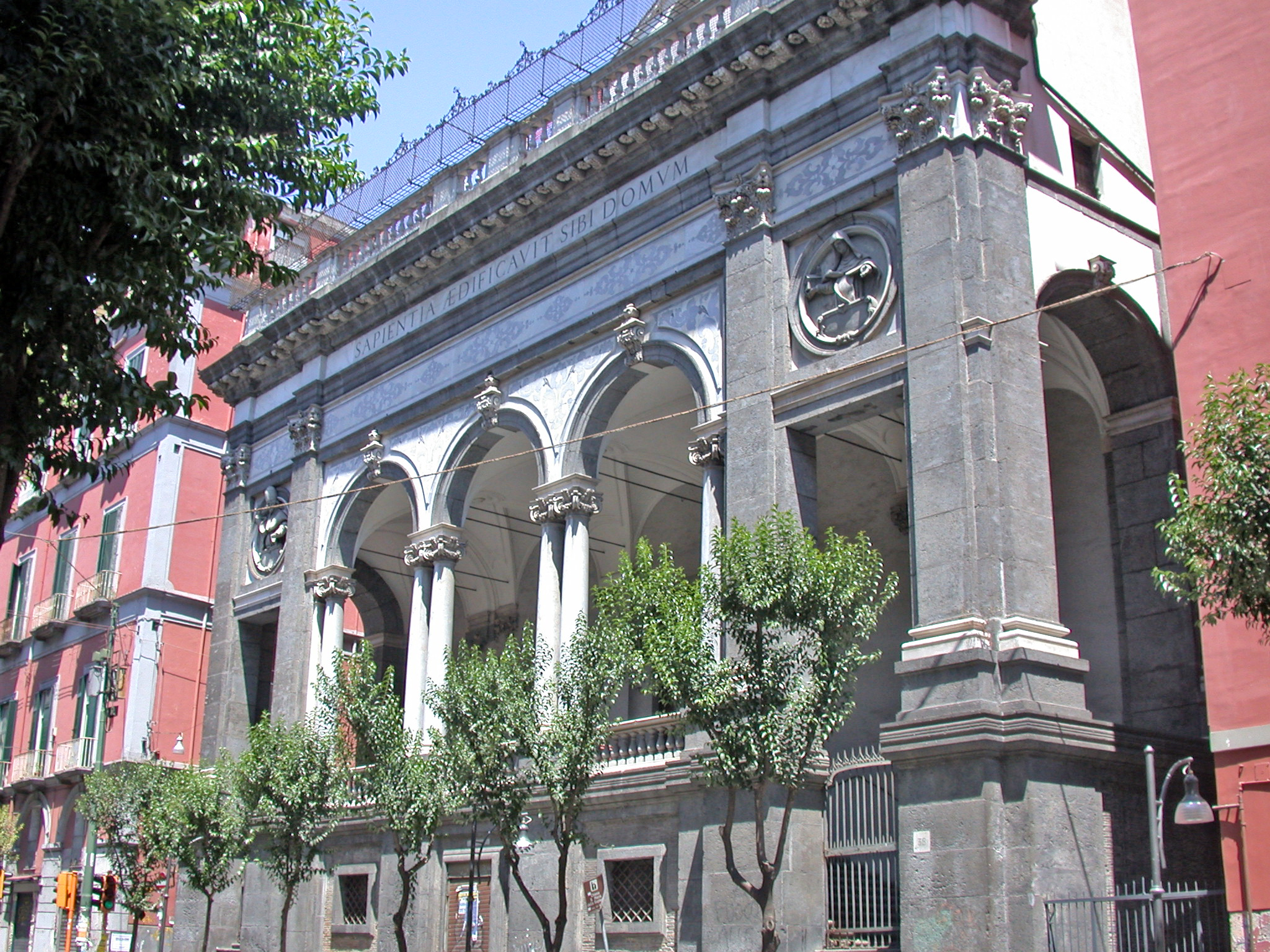
Église Santa Maria della Sapienza.

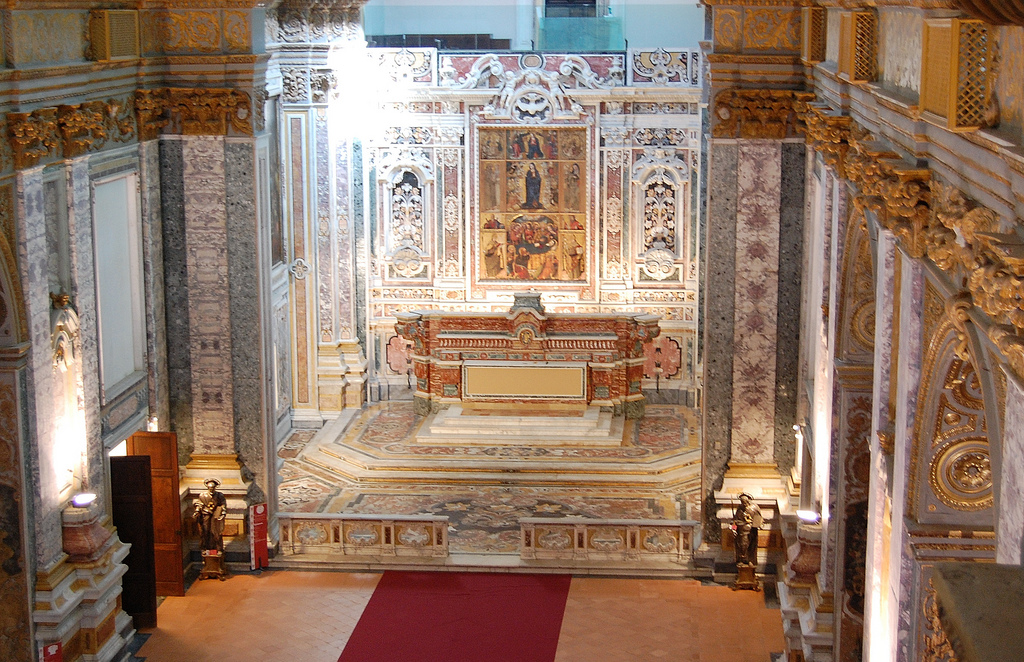
Aperçu de l'intérieur de Donnaregina Nuova.

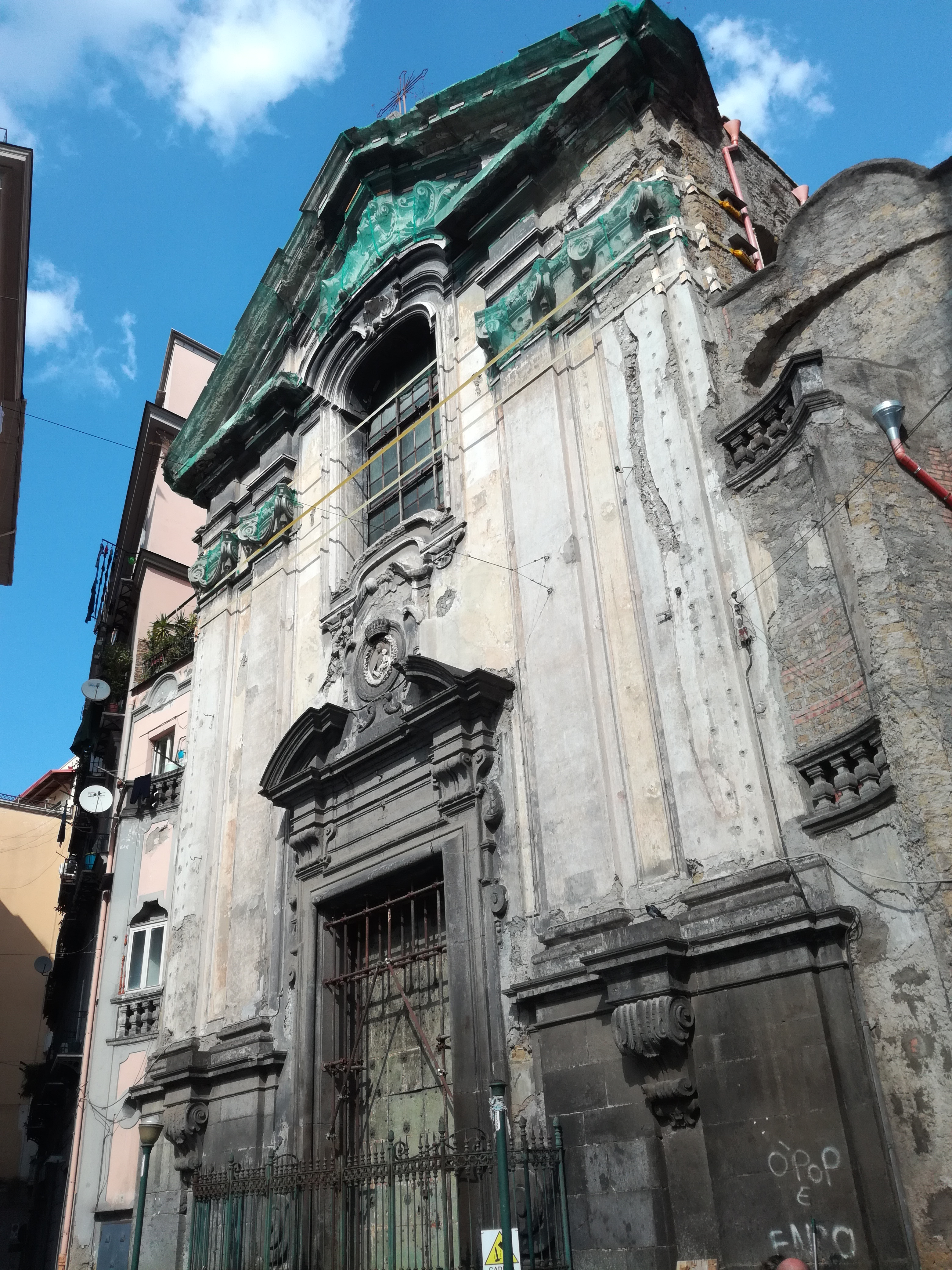
Église Santa Maria in Cosmedin.

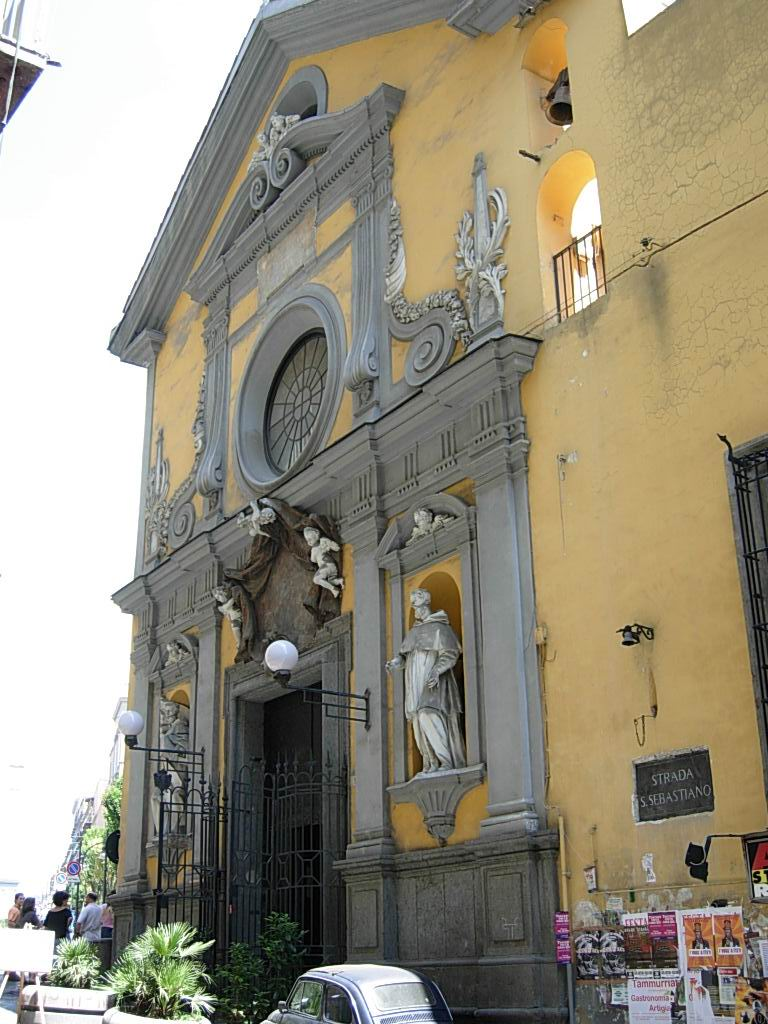
.

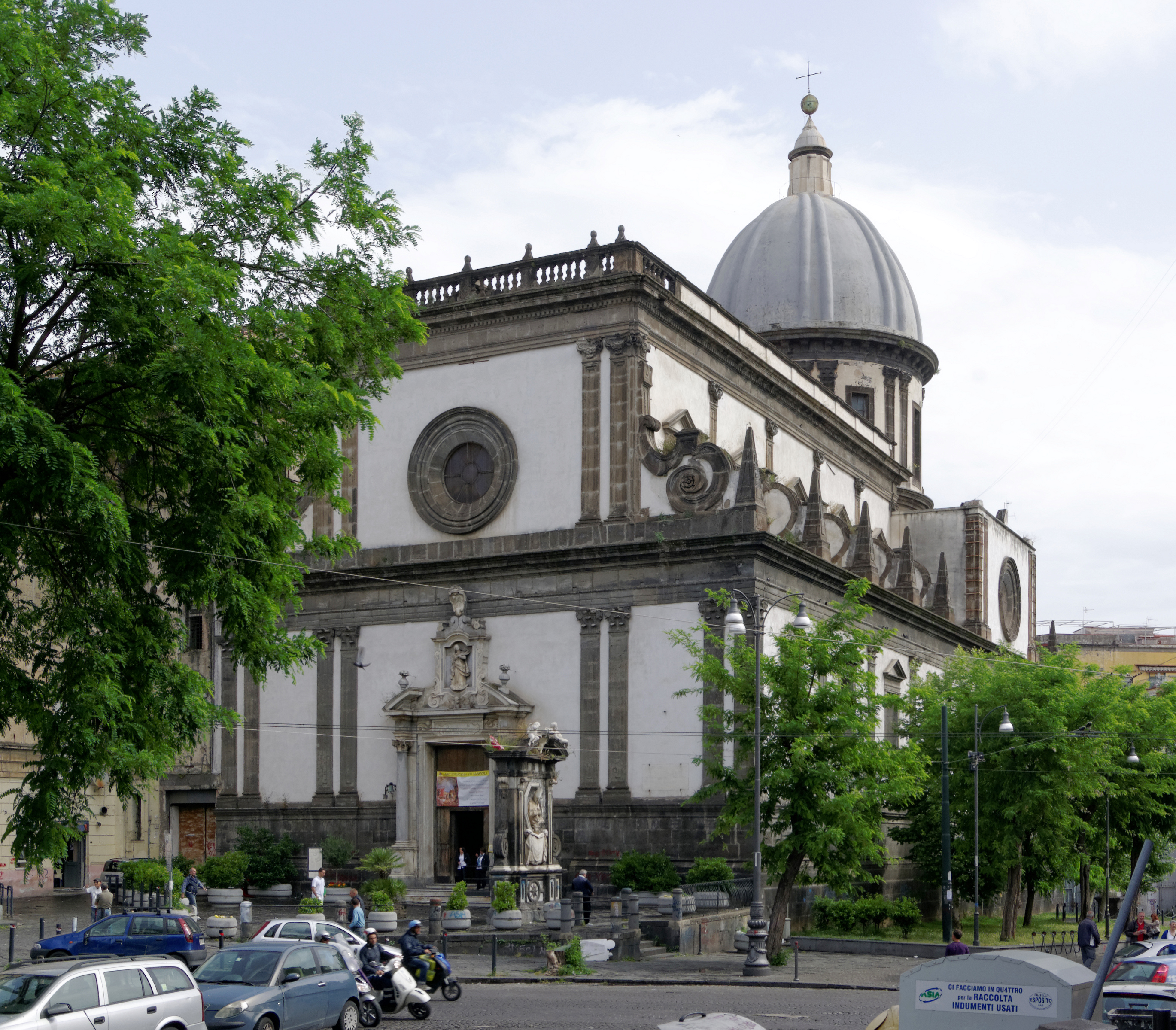
Église Santa Caterina a Formiello.

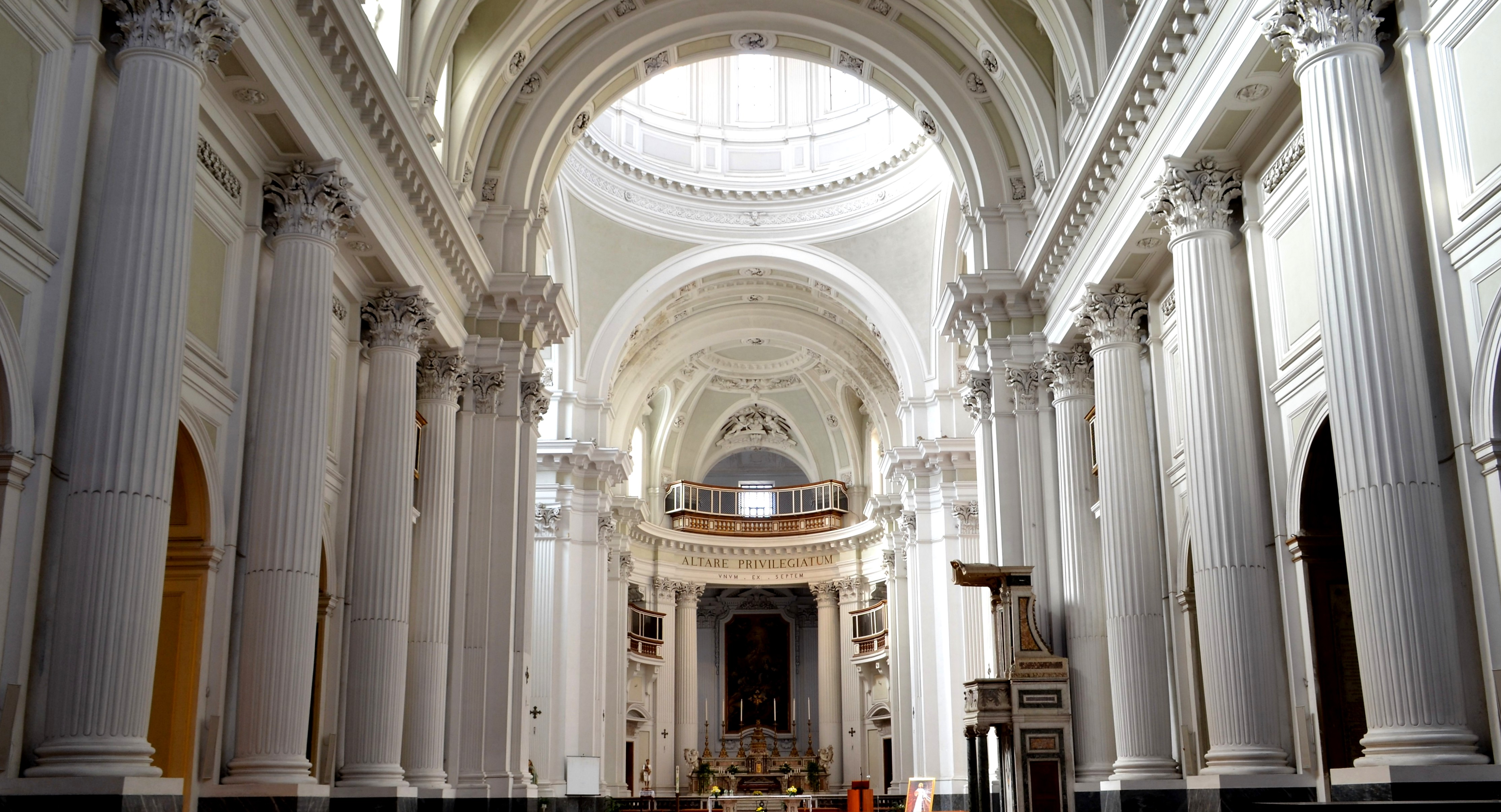
Basilique du Spirito Santo.

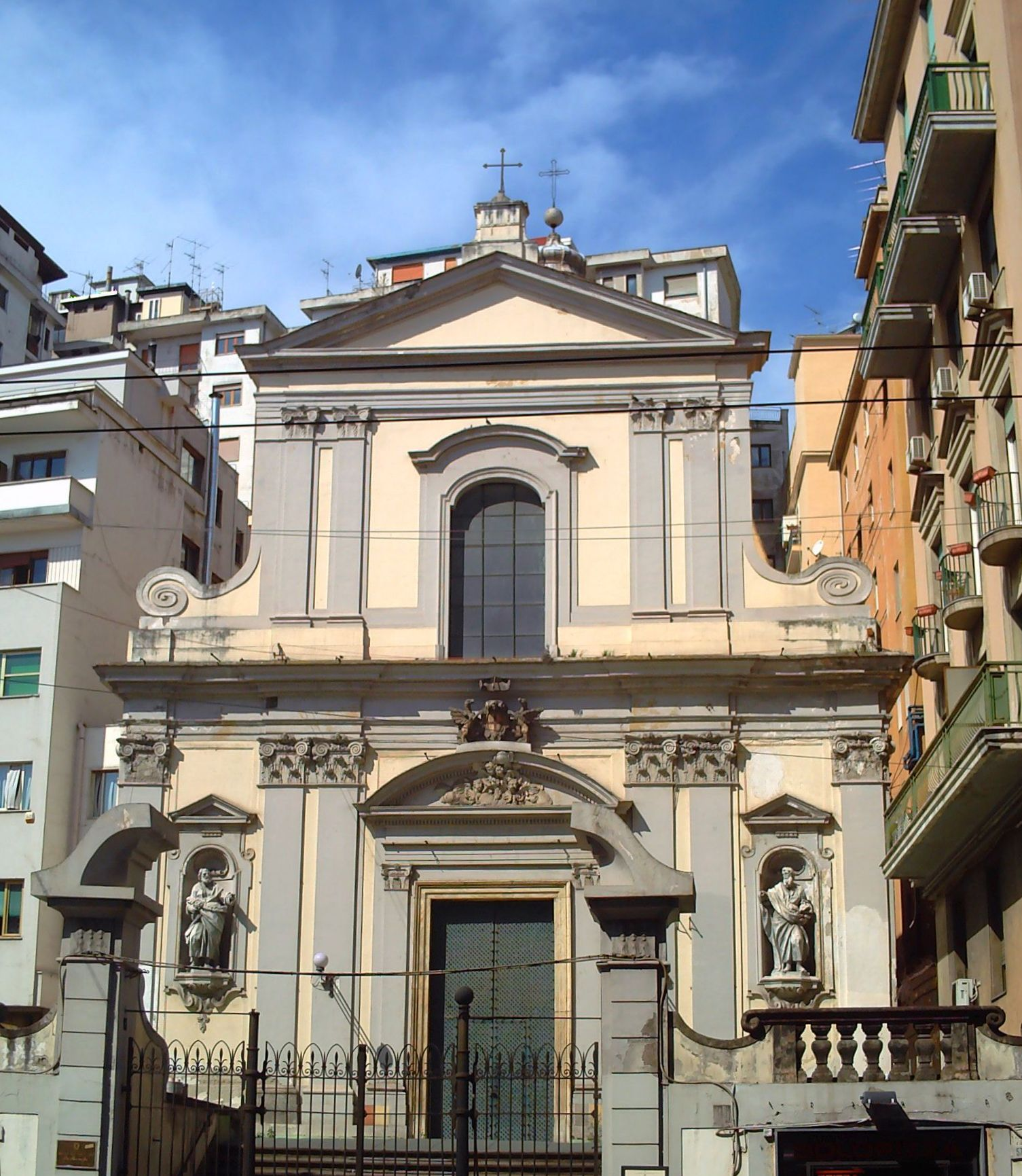
Église San Giorgio dei Genovesi.

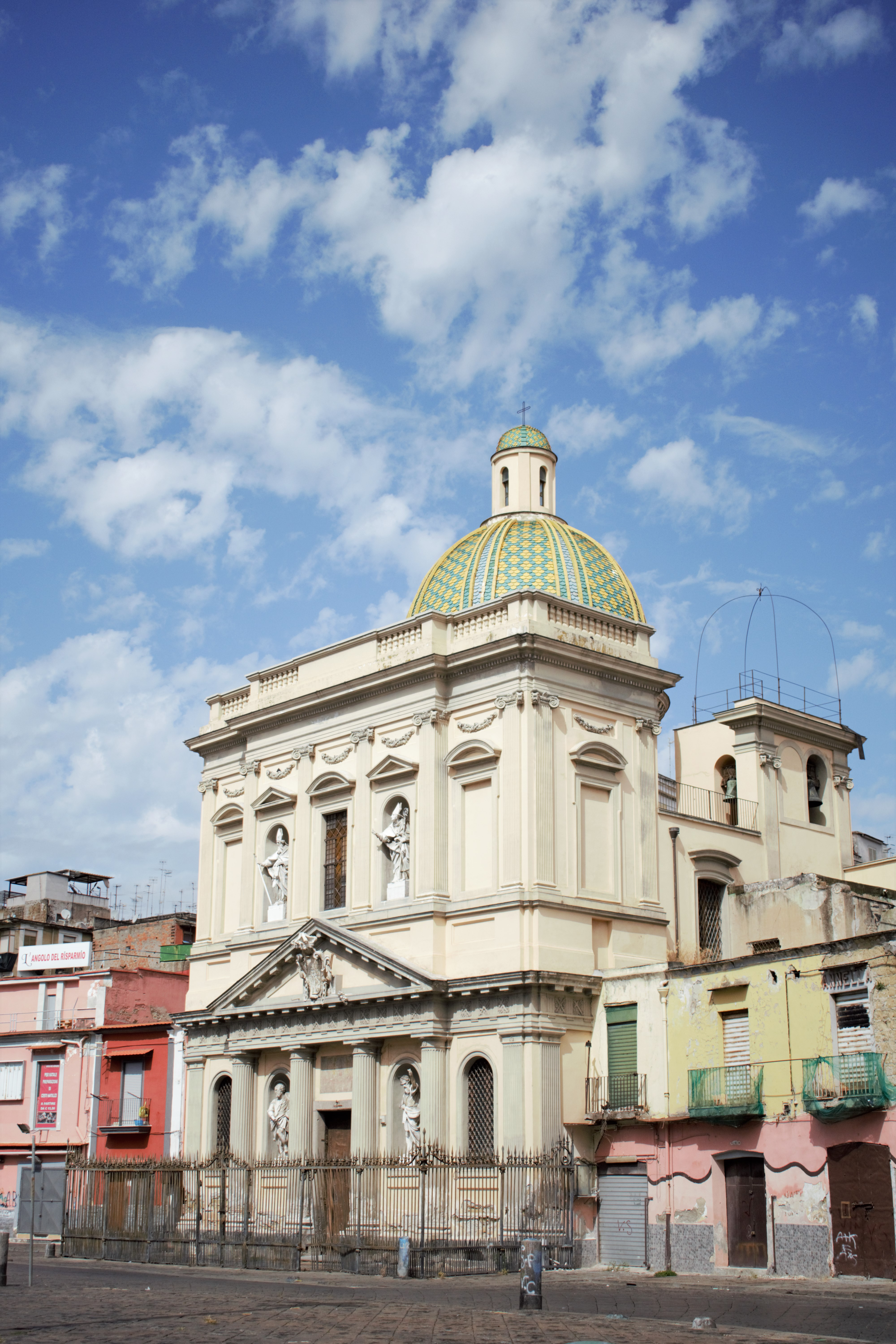
Église Santa Croce e Purgatorio al Mercato.

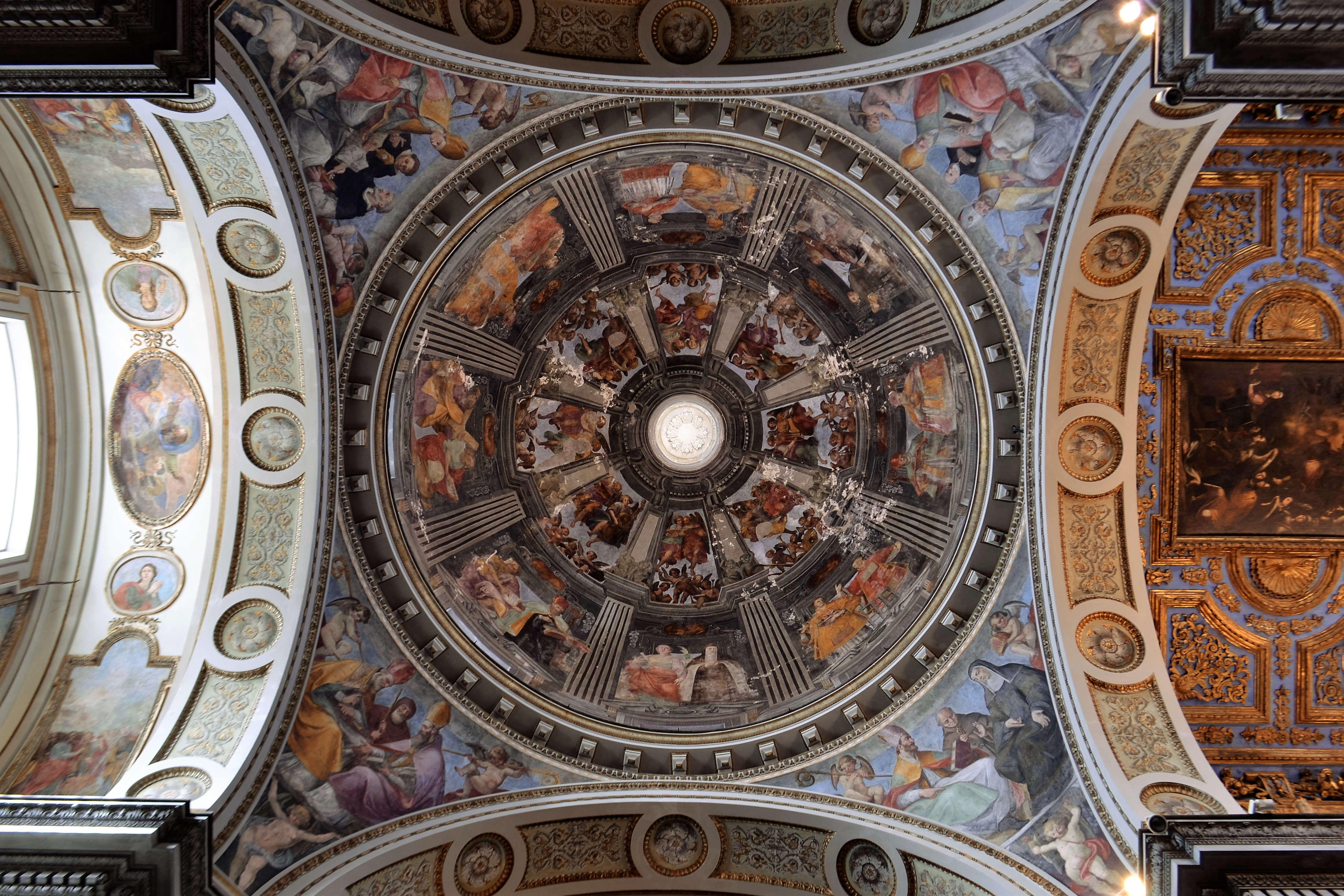
Église Santi Marcellino e Festo.

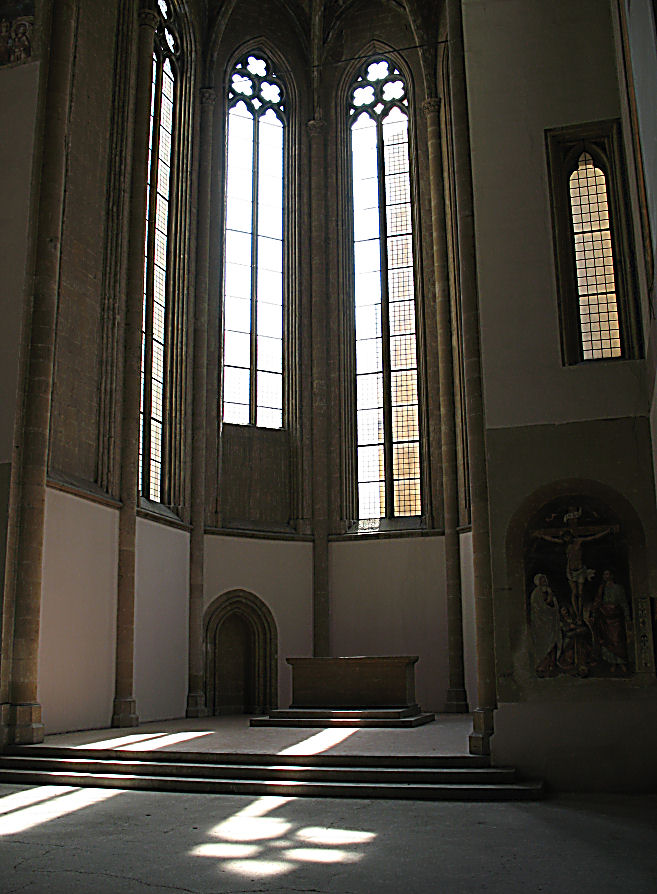
Église Santa Maria Donnaregina Vecchia

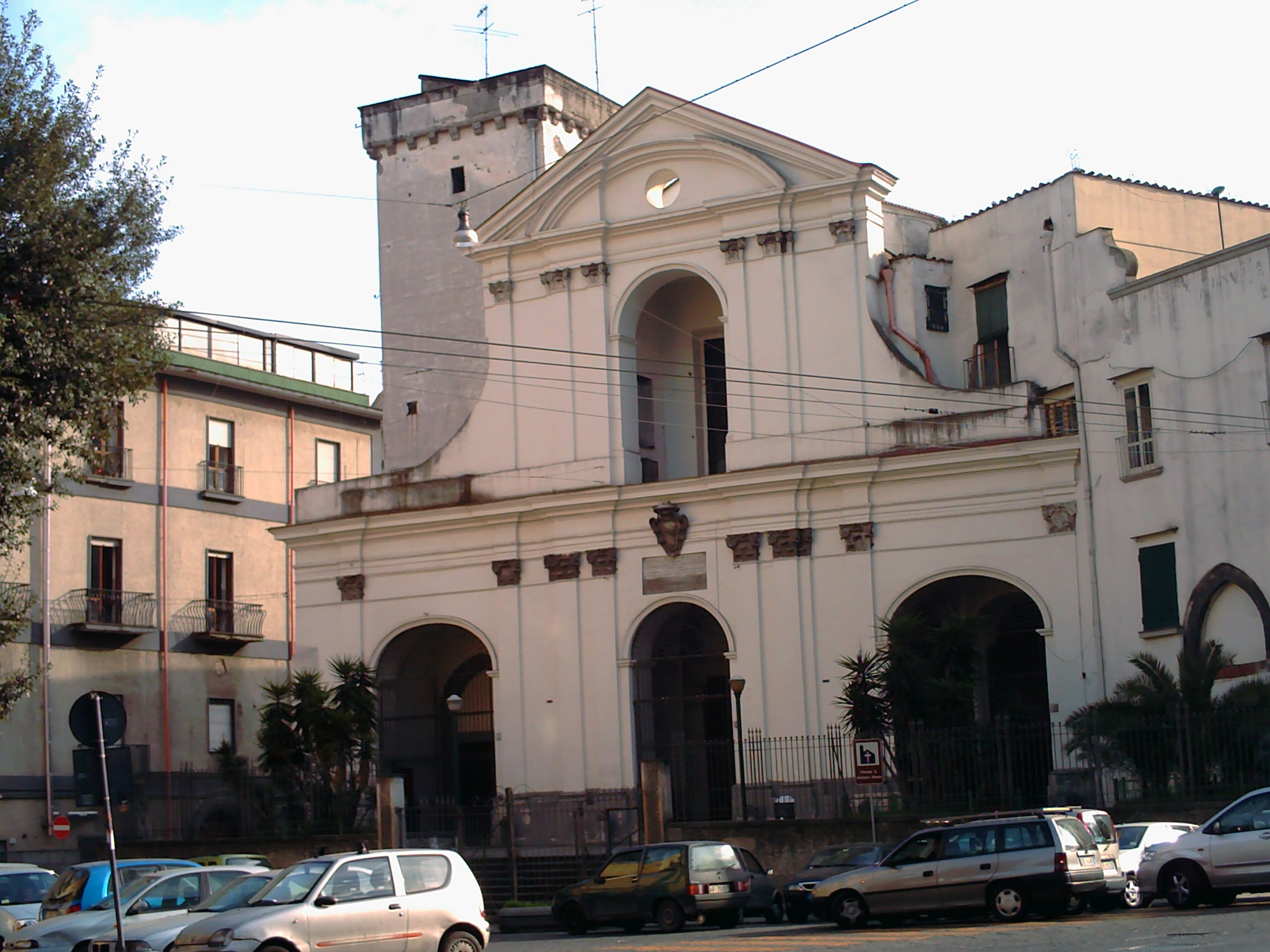
Église Sant'Antonio Abate.

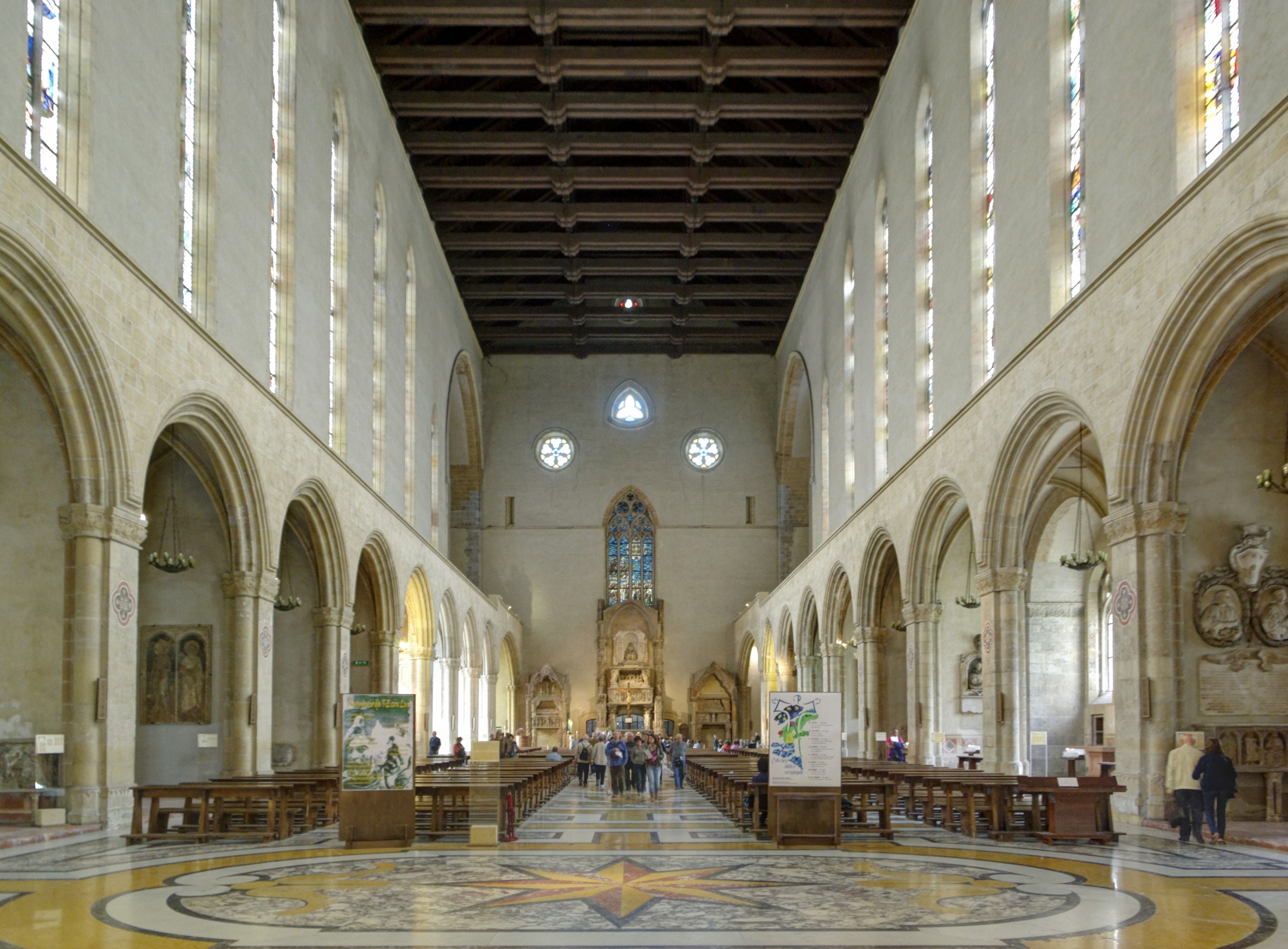
Basilique Santa Chiara de Naples.

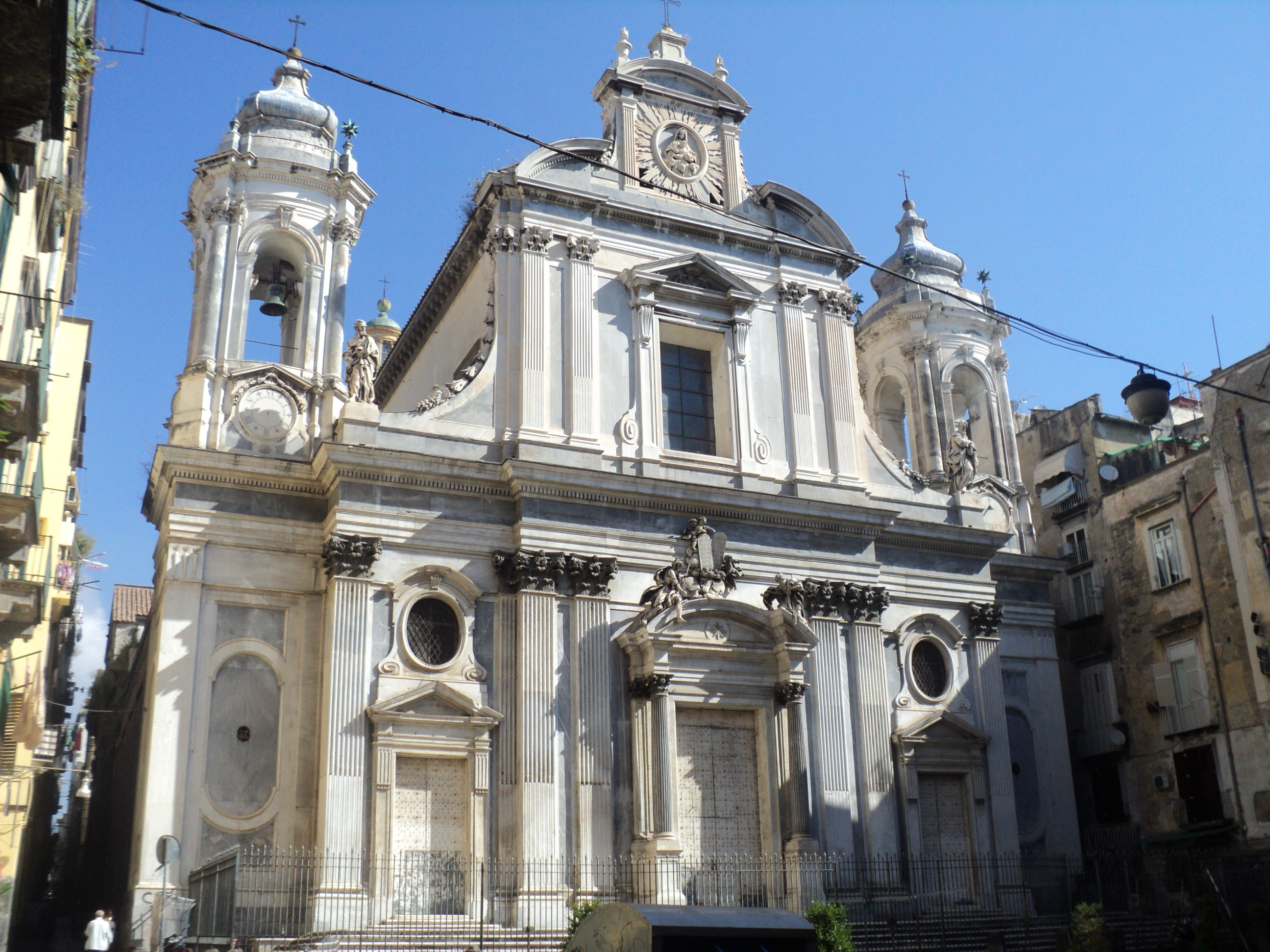
Église des Girolamini.

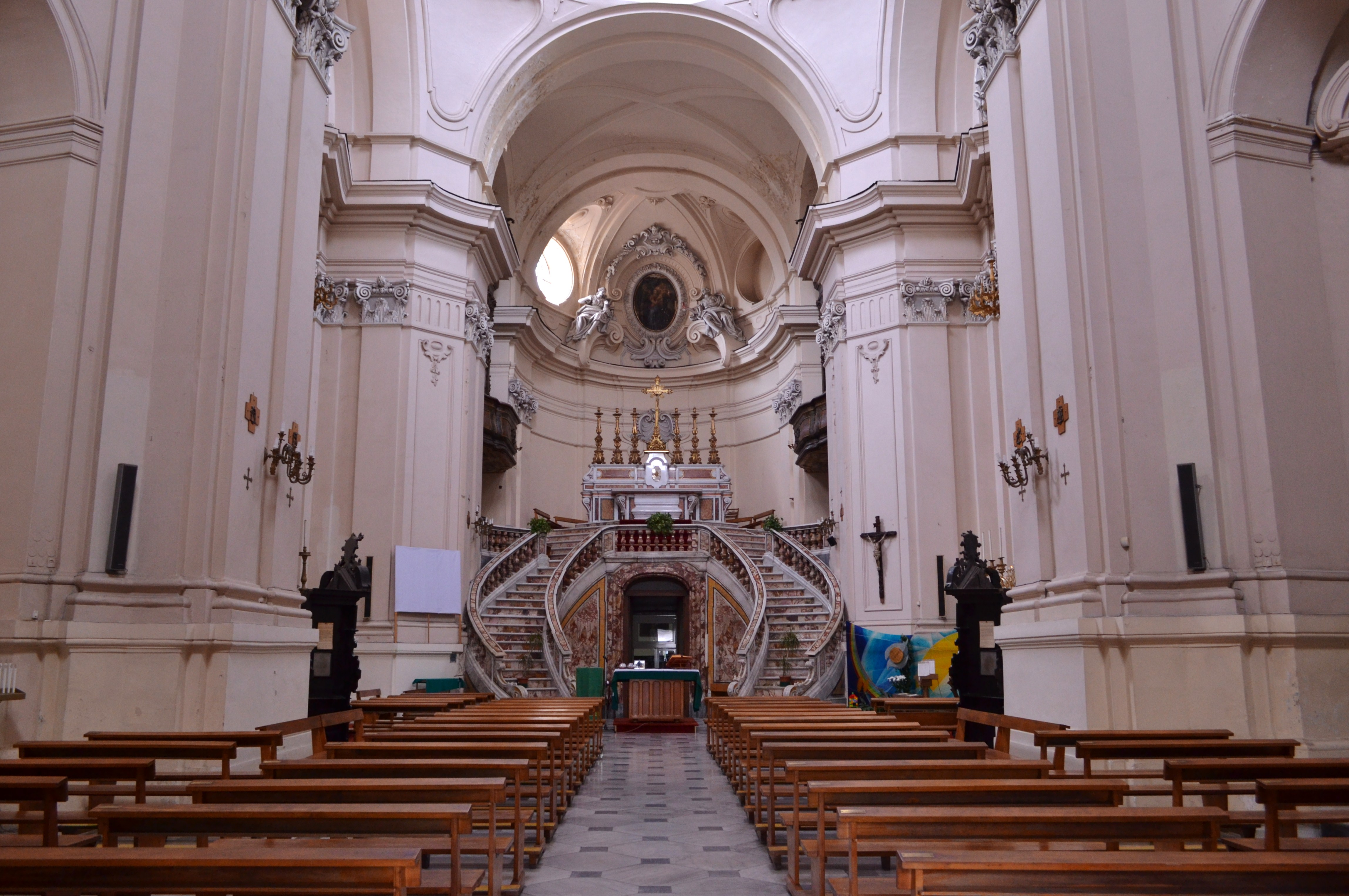
Église Sant'Anna a Capuana.

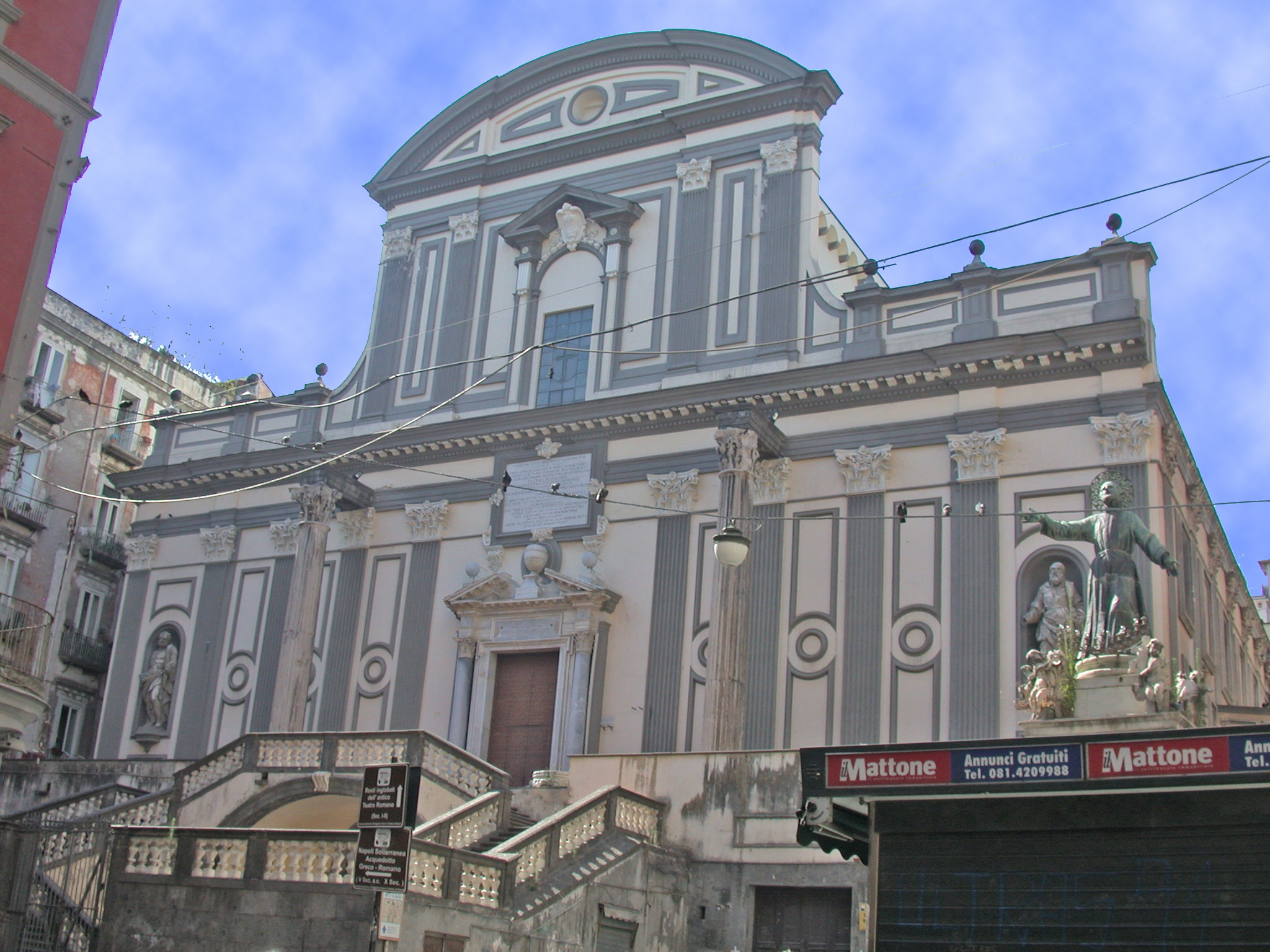
Basilique San Paolo Maggiore.

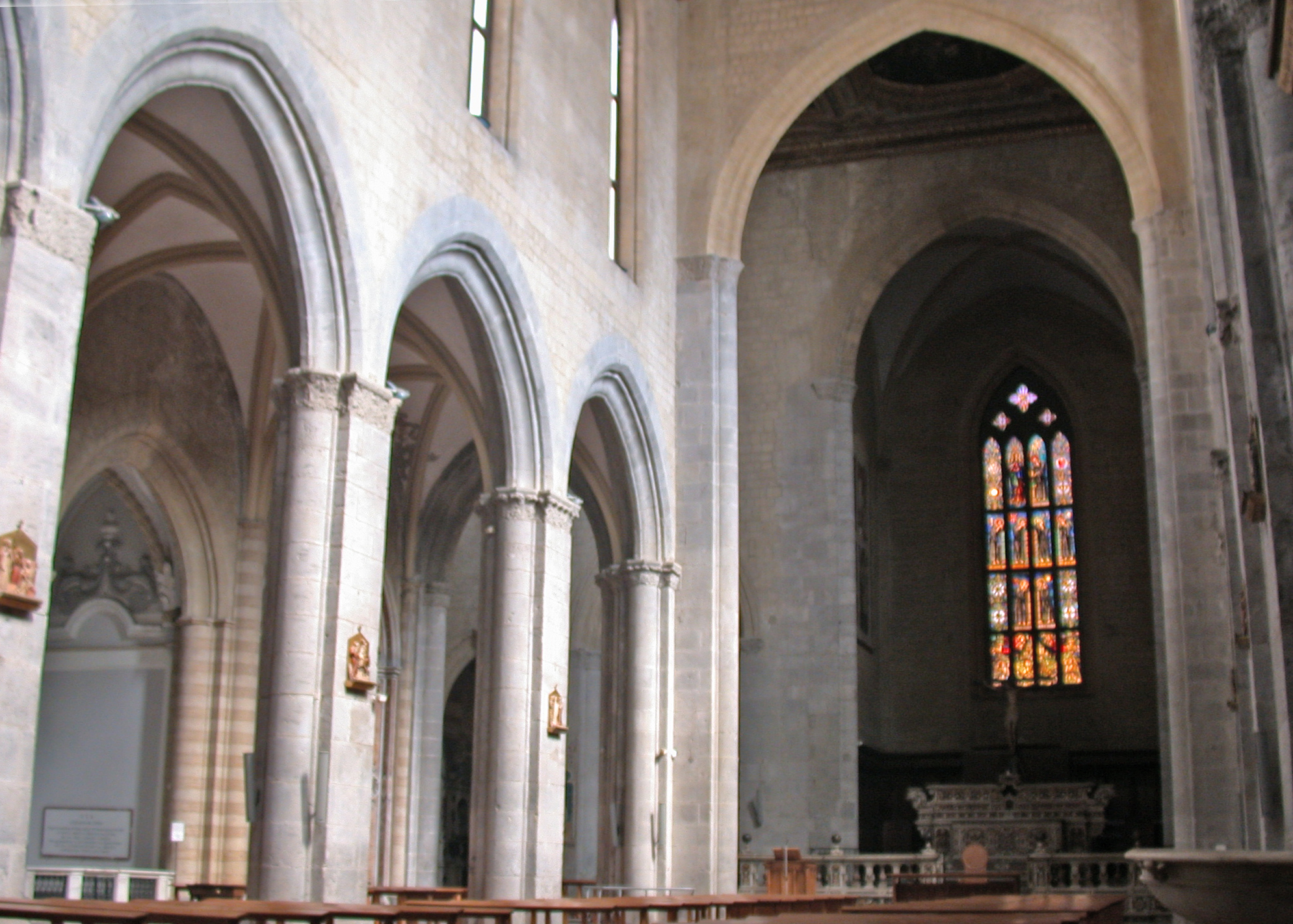
Église Saint-Pierre-à-Majella

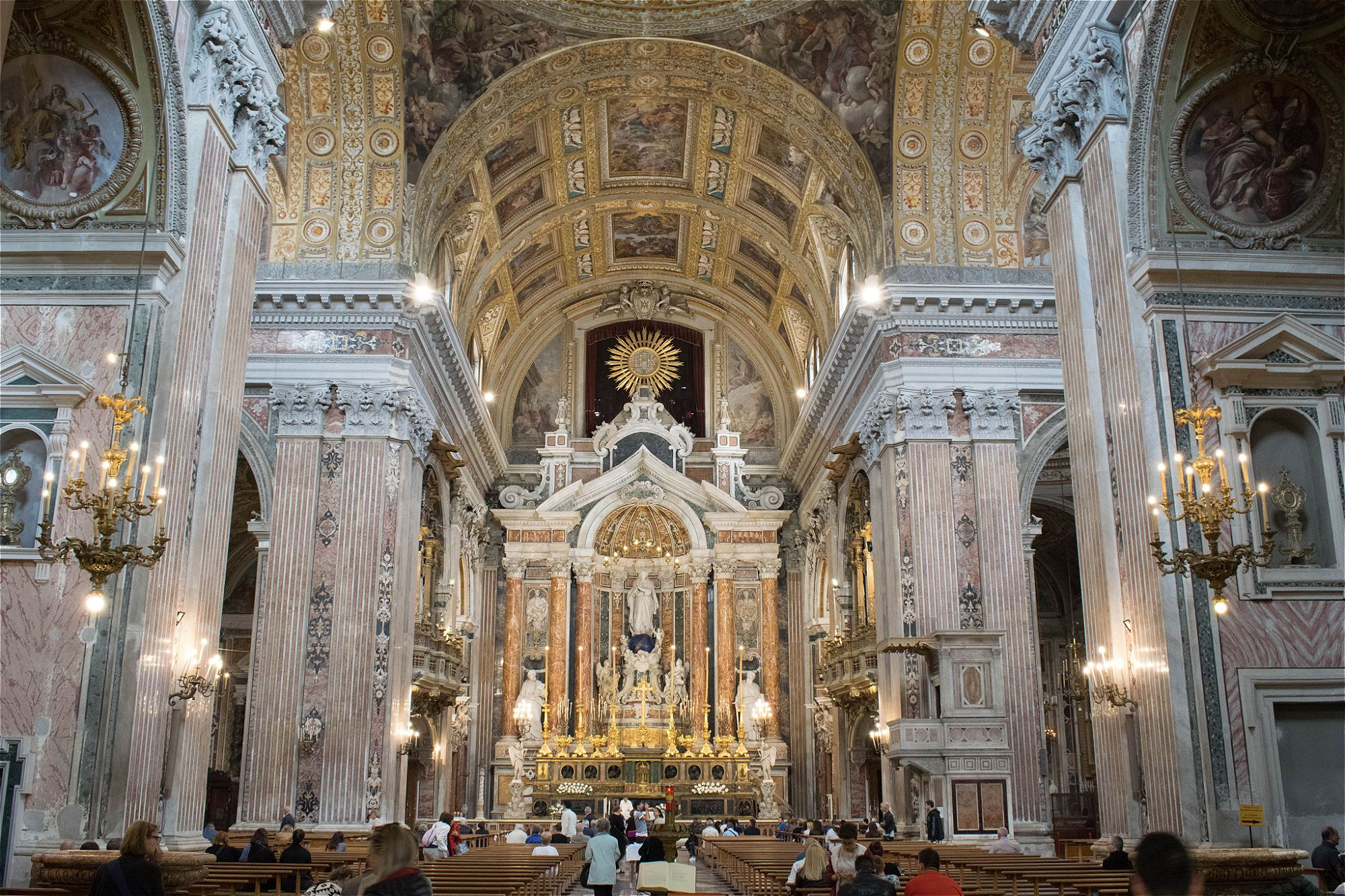
Église du Gesù Nuovo de Naples.

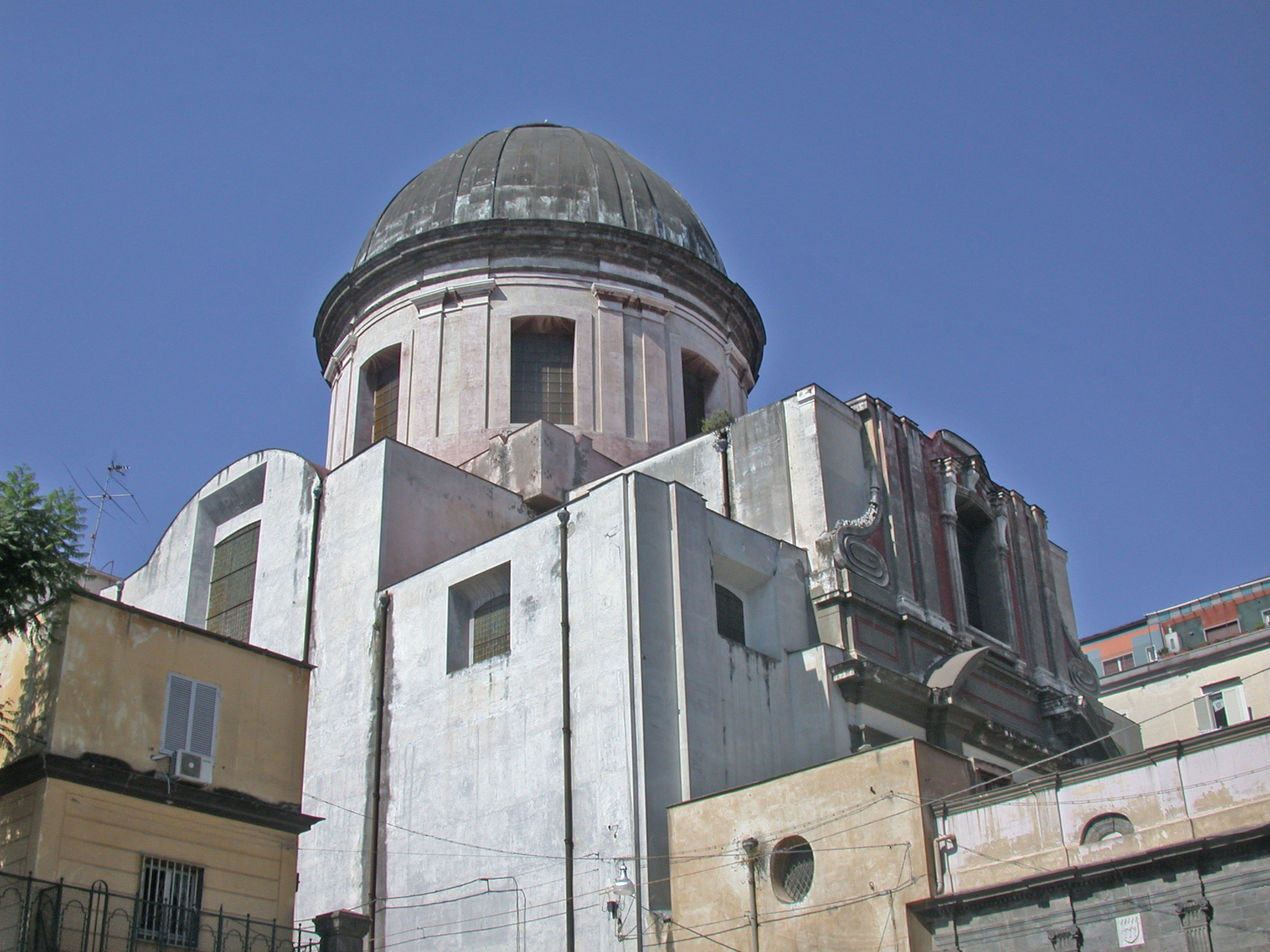
Église Santa Maria Maggiore alla Pietrasanta.

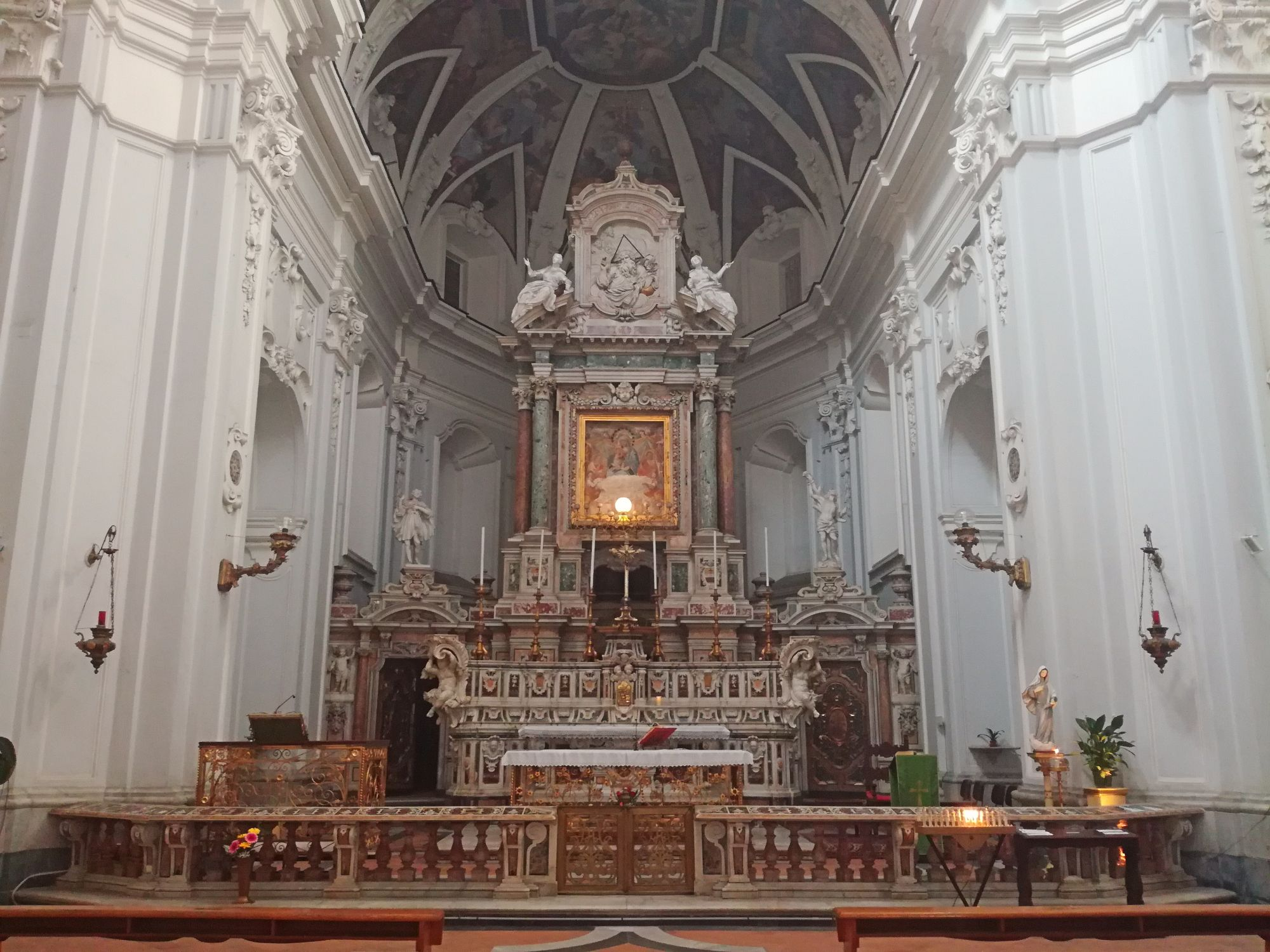
Église Santa Maria di Costantinopoli.

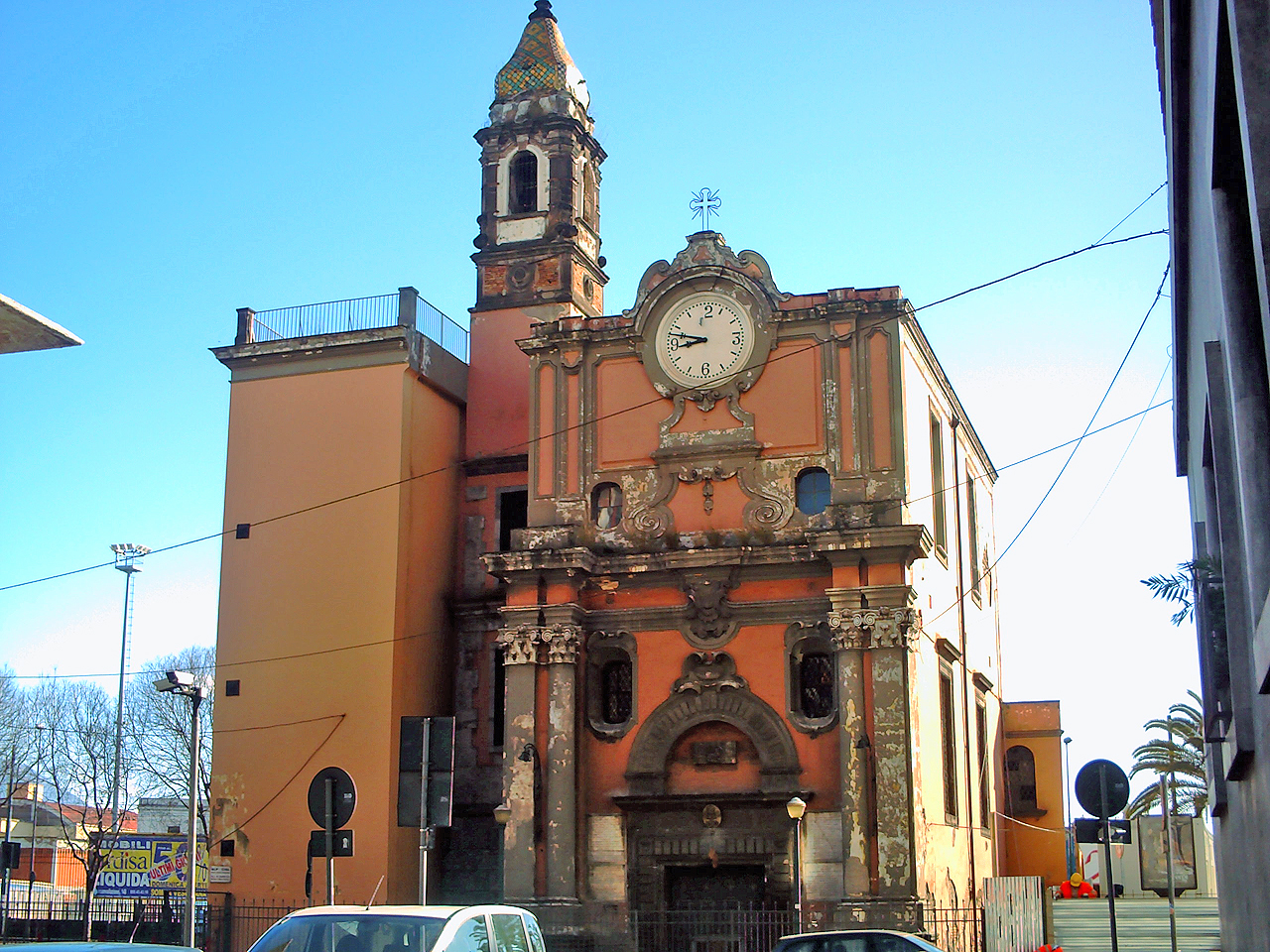
Église Santa Maria di Portosalvo.

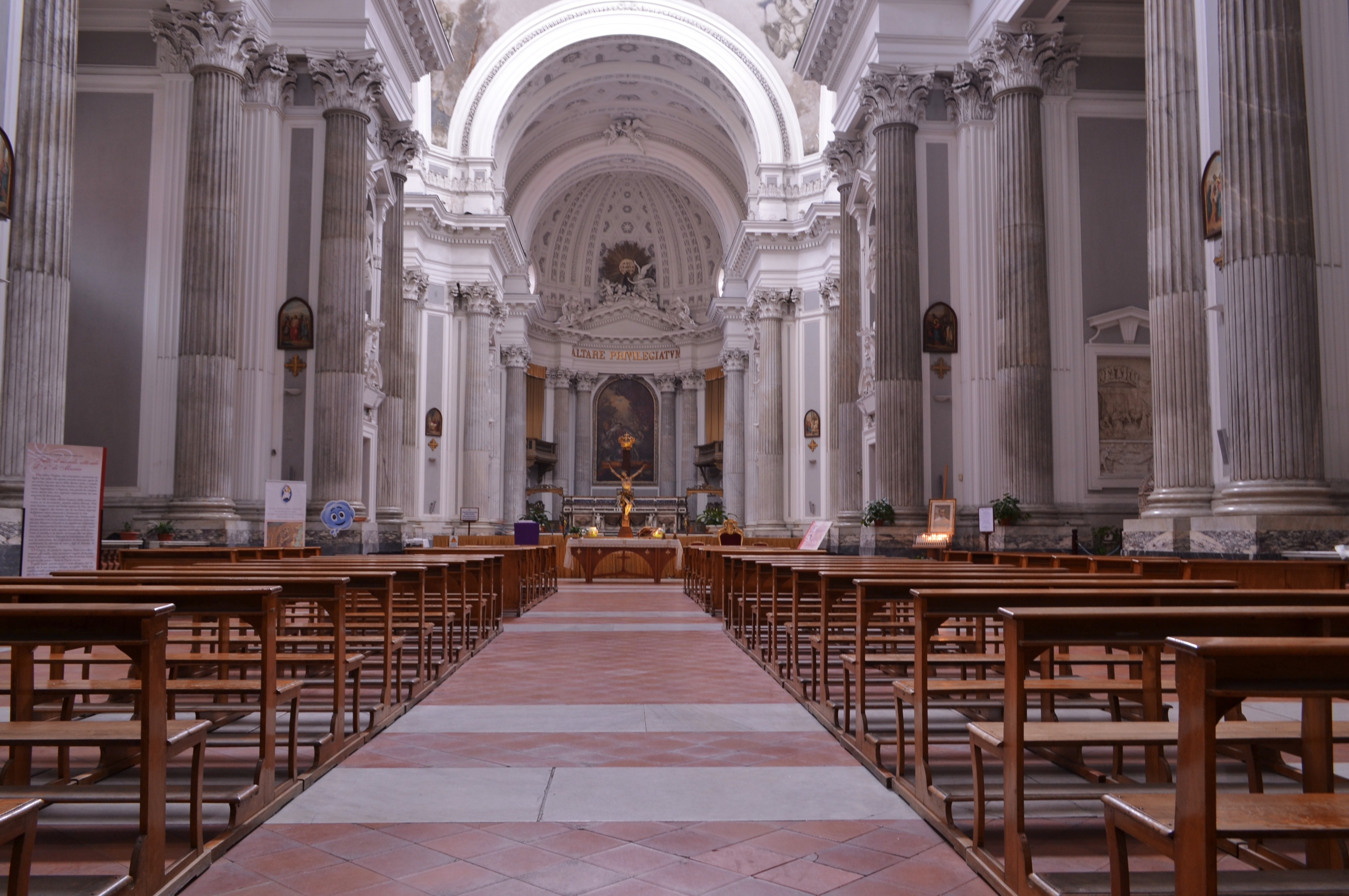
Intérieur de la basilique de la Très-Sainte Annonciation Majeure.

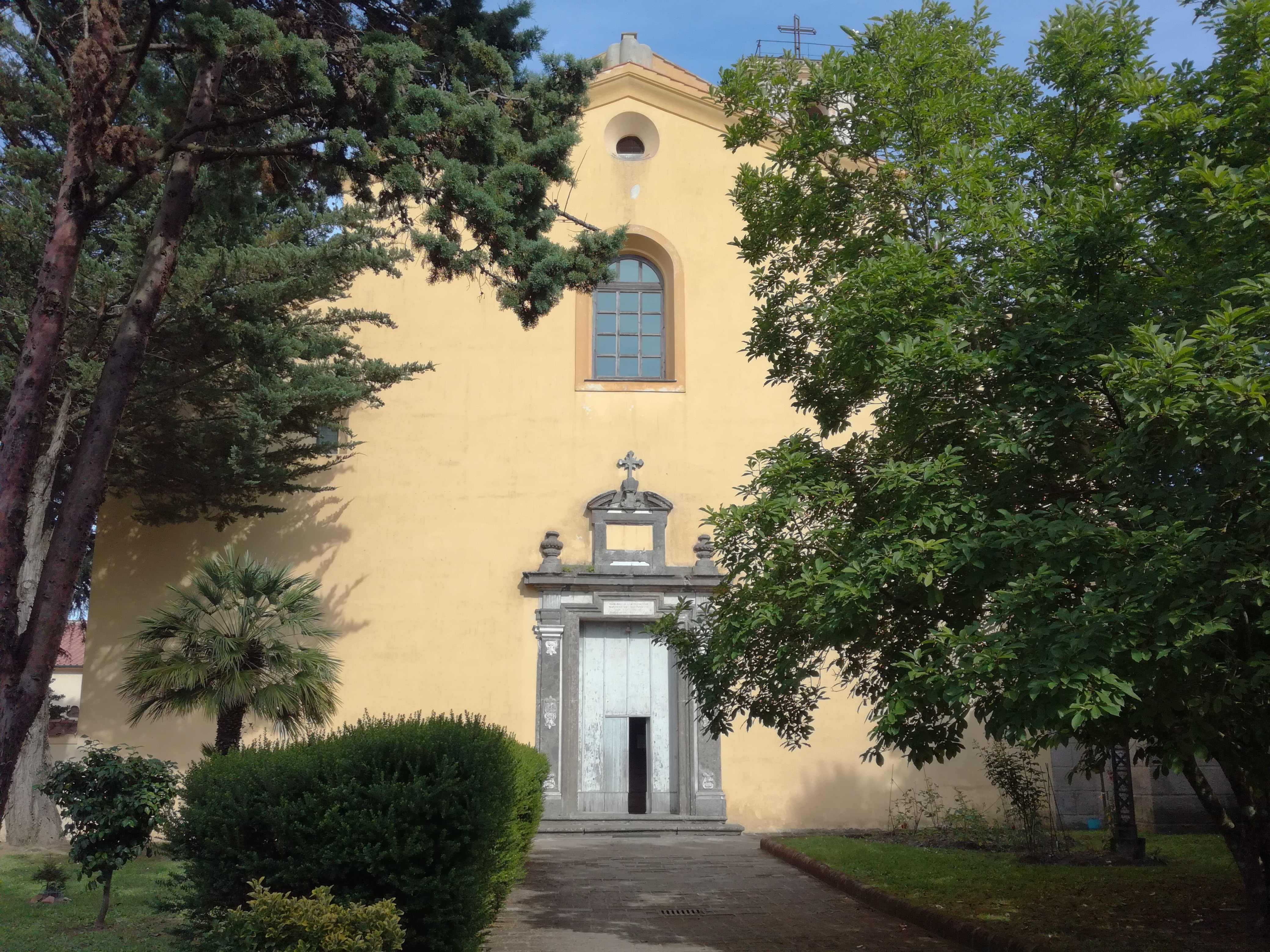
Ermitage de Camaldoli

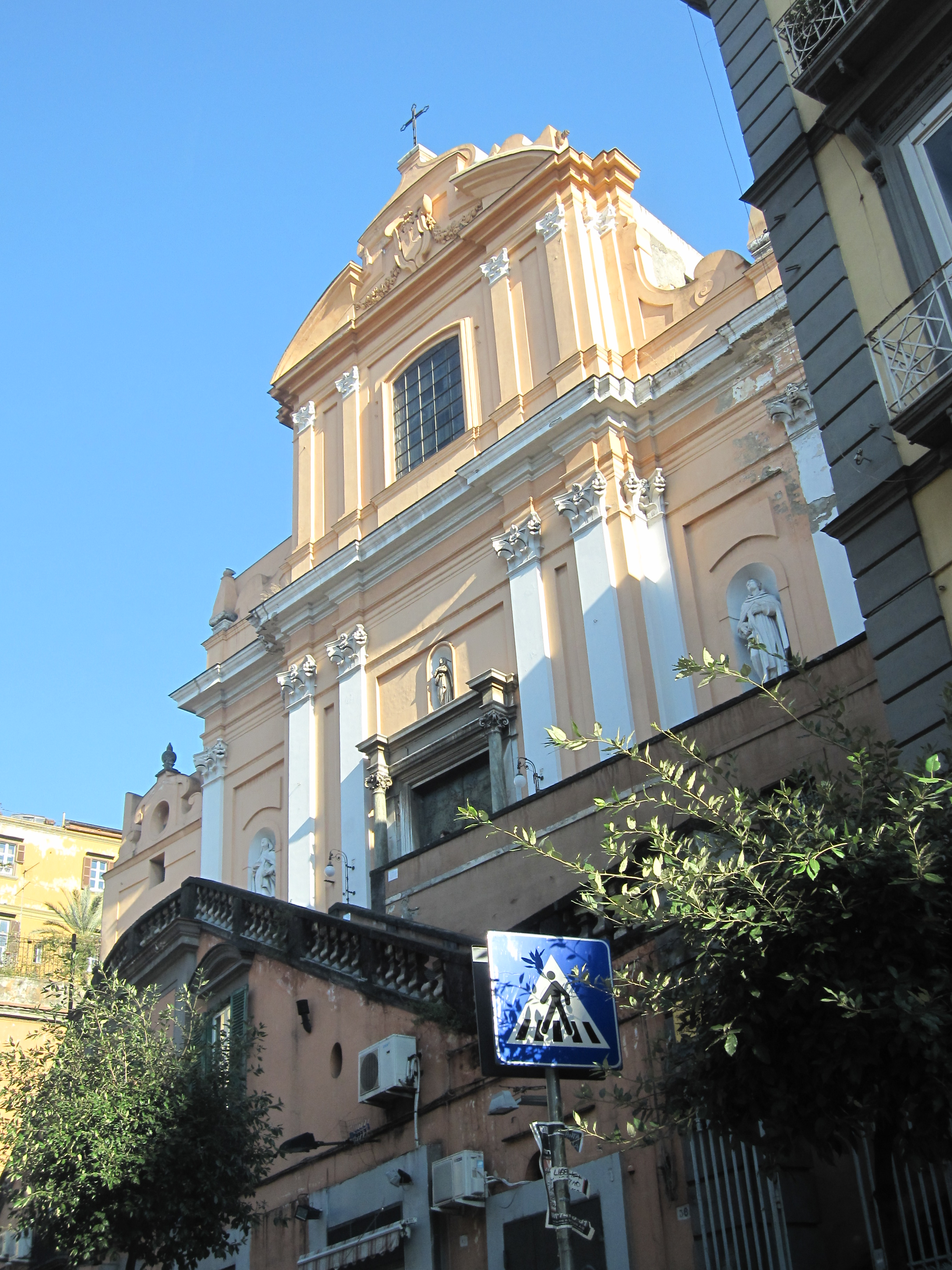
Église Santa Teresa degli Scalzi.

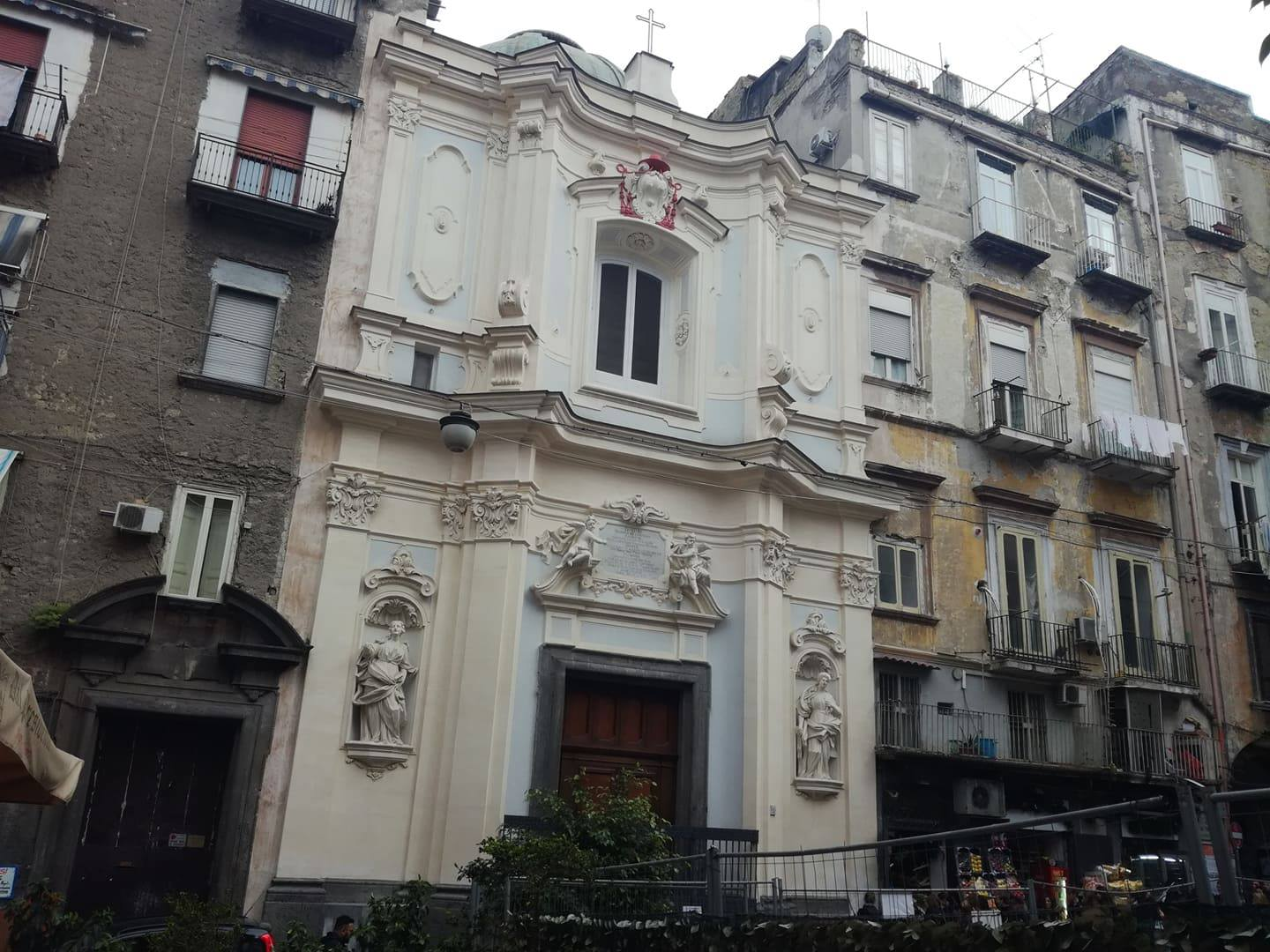
Église Santa Maria della Colonna.

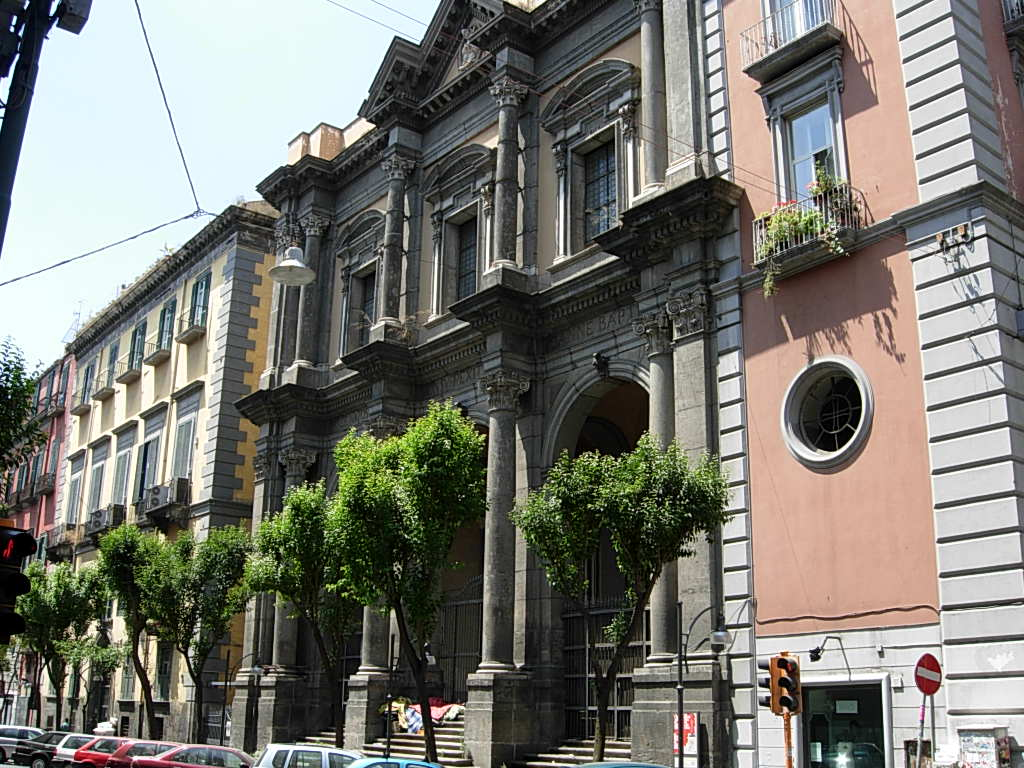
Église San Giovanni Battista delle Monache.

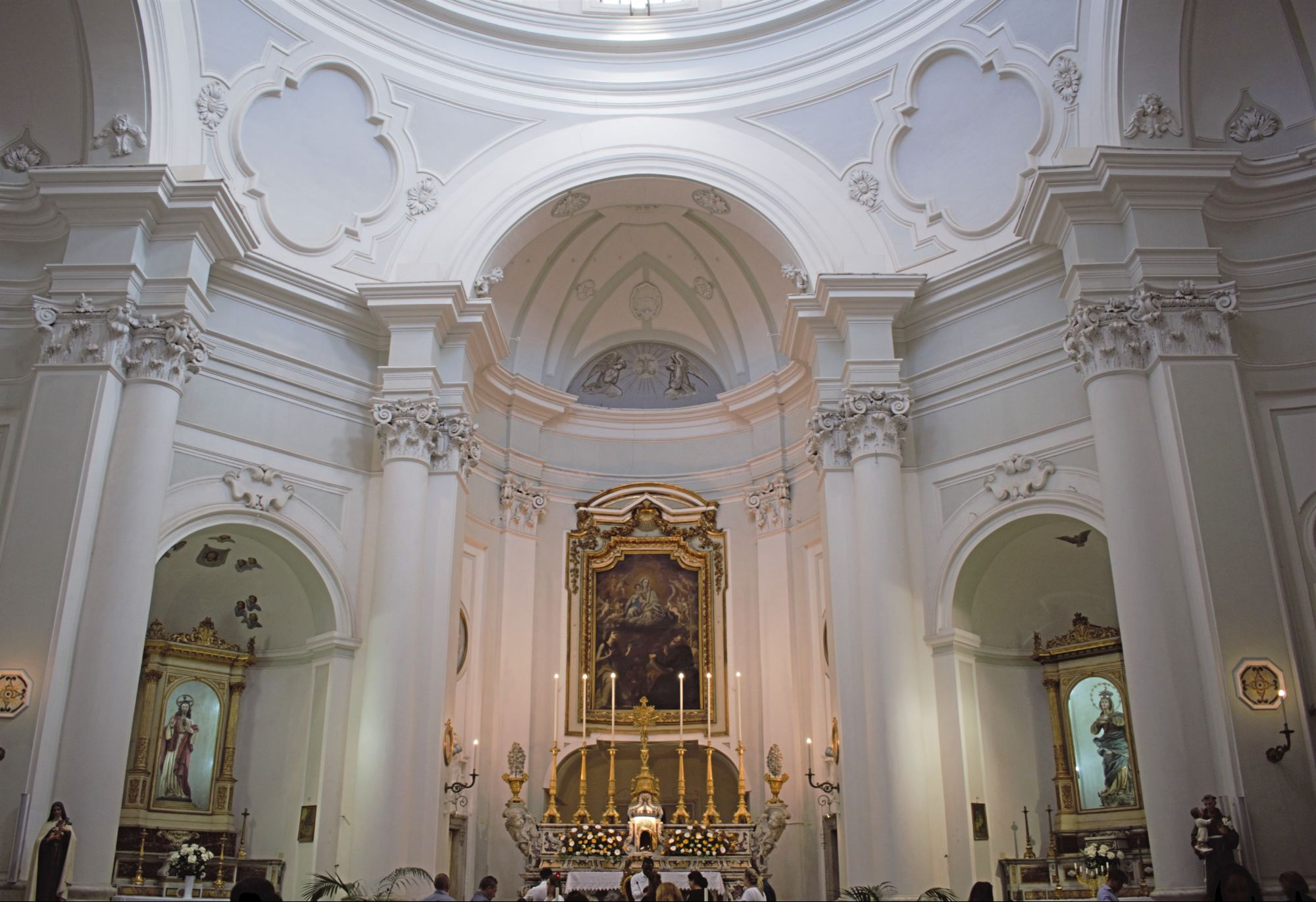
Église Santa Maria Egiziaca a Pizzofalcone.

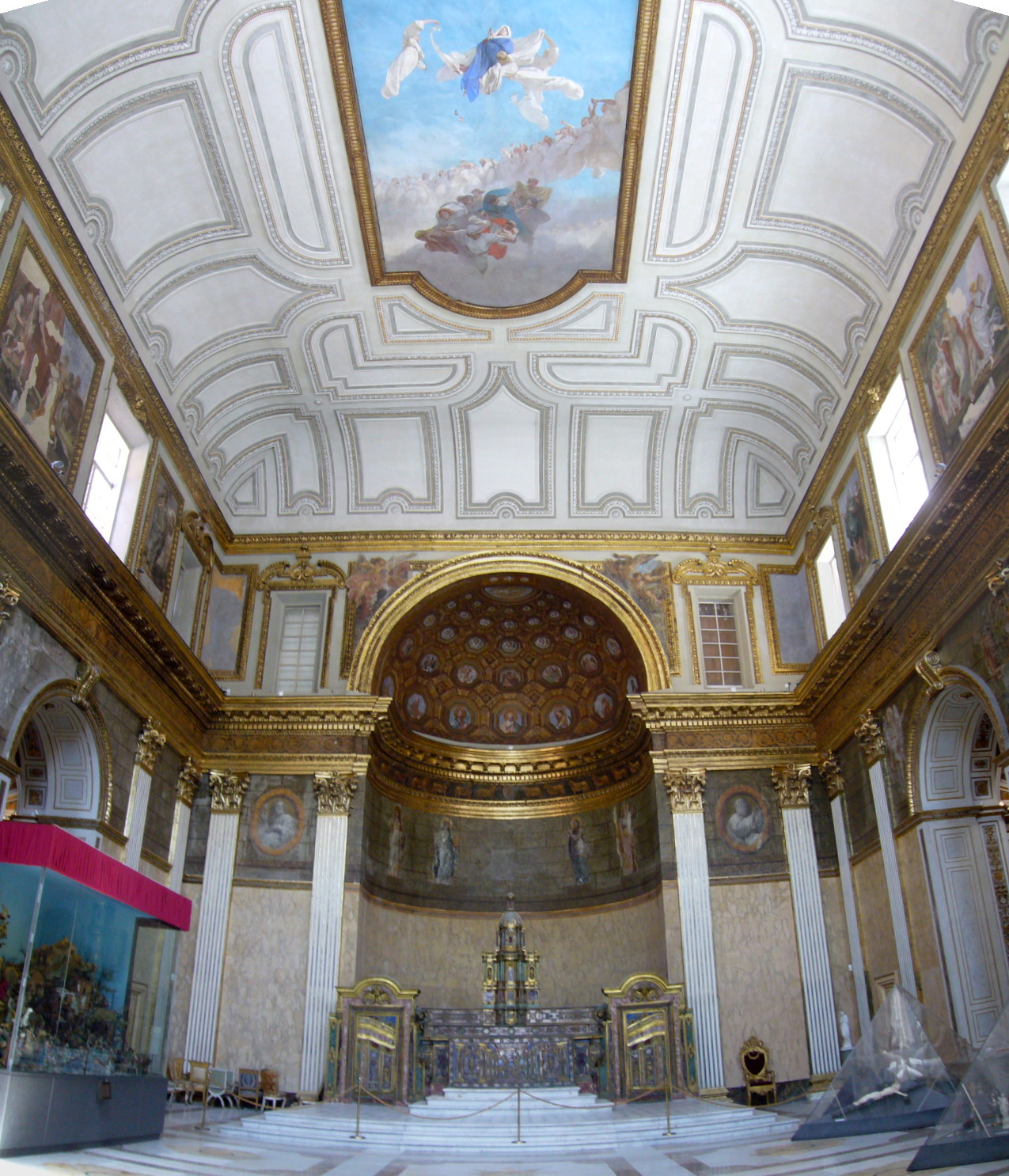
Cappella reale dell'Assunta.

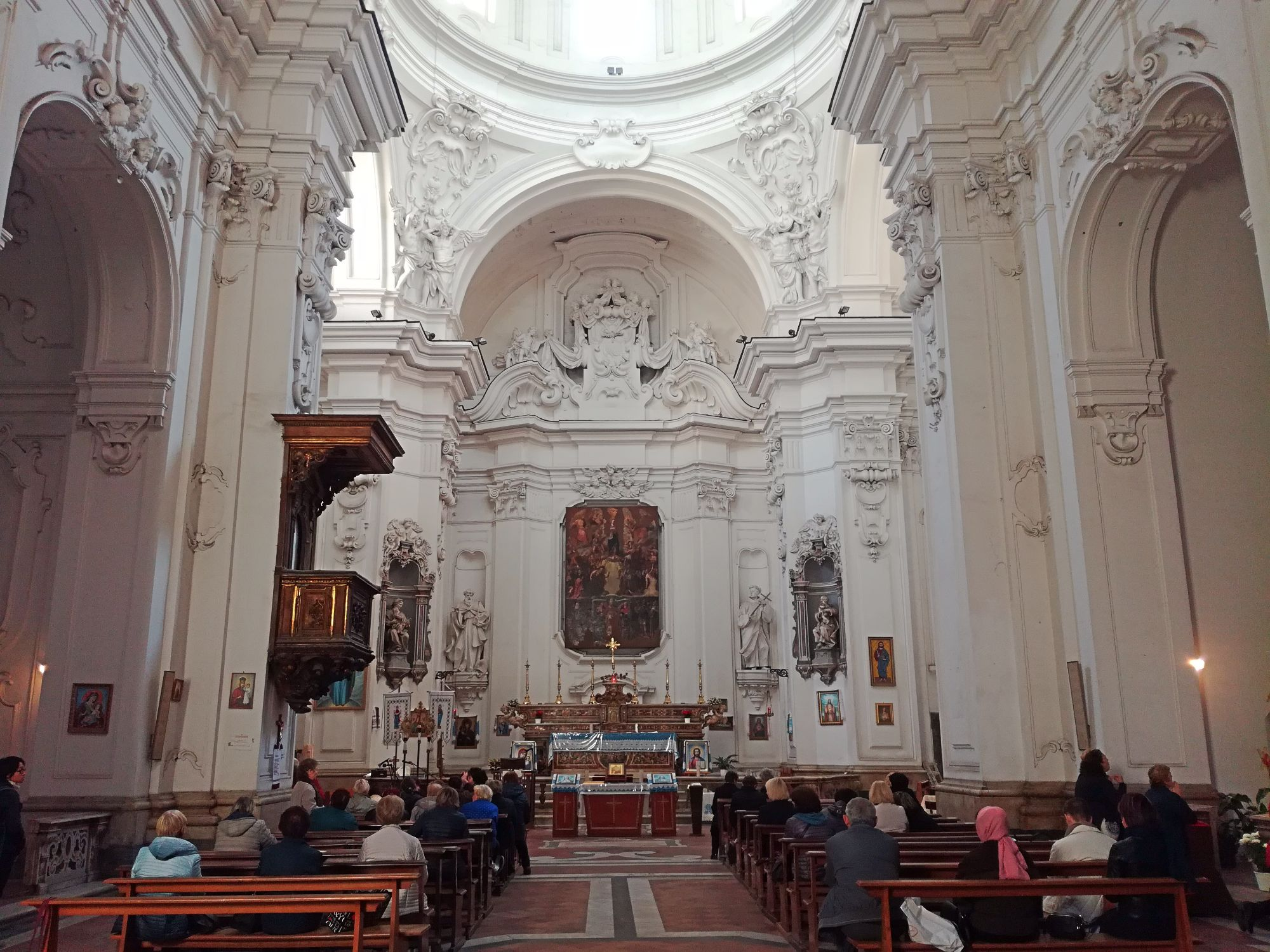
Intérieur de l'église Santa Maria della Pace.

Cette liste des églises de Naples énumère essentiellement les structures d'intérêt historique et artistique religieuses construites dans la ville de Naples depuis la période paléochrétienne jusqu'au XIXe siècle.

## Introduction
Le christianisme et la religion en général a toujours constitué une partie importante de la vie culturelle et sociale de Naples, en Italie et selon l'historiographie et les sources officielles, on compte environ cinq cents édifices qui constituent un patrimoine riche d'histoire artistique, architecturale, civile et spirituelle qui s'est formé au cours de dix-sept siècles : Naples était surnommée la « ville des cinq-cents coupoles ».
De nombreux experts soutiennent néanmoins que ce nombre est largement sous évalué vu que, dans ce nombre, ne sont pas comprises les structures de culte moins importantes comme celles du cimetière de Poggioreale qui ne sont pas toujours répertoriées.
La cathédrale de Naples est le plus important lieu de culte de la ville qui est le siège de l'archidiocèse et chaque année le 19 septembre elle héberge le « miracle de saint Janvier », le saint patron de la ville,.
La liste comporte donc les églises de Naples, toutes de confession catholique à trois exceptions, celle de l'église anglicane, de l'église luthérienne et de l'église vaudoise. De plus, certaines églises ont été récemment prêtées à différents patriarcats orthodoxes.

« La chose qui nous a semblé la plus extraordinaire à Naples est la quantité et l'extraordinaire beauté de ses églises. Je peux vous dire sans exagérer que cela dépasse tout ce qui peut être imaginé »

— Maximilien Misson, Voyage d'Italie, Édition augmentée de remarques nouvelles et intéressantes, Amsterdam, Clousier, tome 2, p. 90, 1743,

## Historique des églises de la ville
Les premières églises de Naples remontent à l'« édit de tolérance » constantinien de Milan en l'an 313. En ville on trouve différents types de trace paléochrétienne. Les plus remarquables sont ceux de restes d'absides, fresques qui sont localisés dans les hypogées des plus récentes églises baroques ou encore celles dont l'architecture paléochrétienne s'est mélangée avec les courants artistiques successifs qui ont donné corps à des églises « hybrides ». Des exemples d'églises paléochrétiennes « pures », ou presque intègres, sont situées dans quelques catacombes.
Parmi les plus anciennes églises paléochrétiennes on note la basilique San Pietro ad Aram; l'édifice, bien que refait selon d'autres critères, possède encore des caractéristiques paléochrétiennes comme ses souterrains qui ont conservé rigoureusement l'art et l'architecture d'origine. Un cas semblable est constitué par l'église San Giorgio Maggiore qui possède à son intérieur un exemple rare d'abside antique complète.
En ce qui concerne les églises gothiques, on relève la basilique Santa Chiara qui avec son style élégant provençal et avec sa nef longue 130 m (chœur compris) et haute 45 m, constitue le plus important édifice gothique de la ville. À son intérieur, se trouvent de nombreux monuments funéraires de diverses dynasties ou de nobles familles de l'époque.
D'autres exemples sont constitués par l'église San Domenico Maggiore, construite selon les classiques canons gothiques, remaniée au cours de la Renaissance et l'église Saint-Pierre-à-Majella dont la structure a conservé l'aspect dénudé original à l'exception du plafond baroque.
La basilique San Lorenzo Maggiore représente un mélange de style gothique français et franciscain. Elle aussi a subi des retouches baroques.
La Renaissance s'est imposée grâce à Alphonse II de Naples, qui fit de Naples une des principales villes de son époque. En réalité les liens artistiques et culturels avec Florence avaient déjà provoqué un changement du contexte architectural de la ville. Cette mutation est surtout reflétée par l'église du Gesù Nuovo de Naples qui avec sa façade classique à pointe de diamant est le reflet des premiers éléments architecturaux de style renaissance de Naples. Un autre exemple remarquable de ce courant est l'église Sainte-Anne-des-Lombards qui par ses chapelles à plan central fait apparaître l'influence des constructions analogues florentines.
Enfin, l'arrivée du maniérisme provoque la fin de la Renaissance à Naples avec un dernier édifice remarquable, l'église Santa Maria la Nova (it)
Les églises monumentales de Naples se présentent pour la plupart sous un habillage baroque. Leurs peintures, surtout celles du XVIIe siècle ont été influencées directement ou indirectement par Caravage, tandis-que l'architecture a respecté les canons du baroque romain pendant une trentaine d'années remplacés par la suite par les décorations en marbre et stuc du baroque napolitain.
La chartreuse San Martino qui figure parmi les plus importants complexes monumentaux et religieux de Naples, constitue un des plus importants exemples de ce courant artistique.
Un autre important exemple d'édifice baroque napolitain du XVIIe siècle est constitué par la chapelle royale du Tesoro de San Gennaro de la cathédrale de Naples, riche en marbres, fresques, peintures et œuvres d'art des principaux artistes de l'époque.
Parmi les plus récentes églises de Naples on trouve celles issues du néoclassicisme. Elles peuvent être divisées en deux catégories distinctes :
- églises voisines du « baroque tardif ». Ces églises conservent l'empreinte typique de cette dernière période ;
- églises dont la typologie a des caractéristiques intérieures et des sévères façades qui précèdent l'architecture néoclassique pur. Le principal édifice est constitué par la basilique San Francesco di Paola réalisée par Pietro Bianchi[9].

## Édifice du culte
Les édifices religieux (comme la chartreuse), les basiliques et les églises les plus significatives sont toutes situées dans le centre historique, les seules exceptions étant la basilique Santa Maria della Neve dans le quartier de Ponticelli et l'église San Giuseppe Maggiore dei Falegnami dans le quartier de Poggioreale (it)
Sur la liste figurent aussi des couvents ou anciens couvents qui méritent une description spécifique par leur intérêt monumental bien que moins connus. Il faut aussi souligner les édifices religieux ayant un intérêt historique particulier.
Après la chartreuse, les basiliques et les églises majeures, les édifices de culte sont inscrits par ordre alphabétique.

### Chartreuse
- Chartreuse San Martino

### Basiliques
L'attribution du titre de basilique est basée sur les données fournies par l'archidiocèse de Naples :
- Cathédrale Notre-Dame-de-l'Assomption de Naples :
  - Baptistère San Giovanni in Fonte (it).
  - Basilique Santa Restitua.
  - Chapelle capece Minutolo (it).
  - Chapelle royale du Trésor de San Gennaro.
  - Chapelle Succorpo (it).
- Basilique de la Sainte Annonciation Majeure.
- Basilique Santa Chiara de Naples.
- Basilique San Francesco di Paola.
- Basilique San Gennaro fuori le mura.
- Basilique du Gesù Vecchio.
- Basilique San Giovanni Maggiore.
- Basilique de l'Incoronata Madre del Buon Consiglio, le « petit Saint-Pierre ».
- Basilique San Lorenzo Maggiore.
- Basilique Santa Lucia a Mare.
- Basilique Santa Maria del Carmine Maggiore.
- Basilique Santa Maria della Neve.
- Basilique Santa Maria della Pazienza.
- Basilique Santa Maria della Sanità.
- Basilique San Paolo Maggiore.
- Basilique San Pietro ad Aram.
- Basilique Spirito Santo.

### Églises majeures
- Église du Gesù Nuovo
- Église des Girolamini (ou des Oratoriens)
- Église Sant'Agostino alla Zecca
- Église San Domenico Maggiore
- Église Santa Maria delle Grazie Maggiore
- Église San Giorgio Maggiore
- Église San Biagio Maggiore
- Église Saint-Anne-des-Lombards
- Église Sant'Agnello Maggiore
- Église Santa Maria Maggiore alla Pietrasanta
- Église Santi Apostoli
- Église Sant'Eligio Maggiore
- Église San Giuseppe Maggiore dei Falegnami
- Église San Diego all’Ospedaletto

#### Le toponyme «maggiore»
Le toponyme maggiore (« majeur ») de nombreux édifices de culte cités ne se réfère à aucun titre attribué par les autorités ecclésiastiques, mais porte témoignage à leur ancienneté. Il peut découler :
- De la simple dénomination du lieu de culte, par exemple l'église San Giuseppe Maggiore, démolie en 1934 dont le titre a été repris par l'église San Diego all’Ospedaletto à quelques pas de l'église en question.
- Des églises napolitaines qui pendant la période du « Ducato autonomo napoletano » étaient officiellement « baptisées » majeures. En effet à cette époque les églises avaient cette appellation parce qu'elles constituaient les principaux édifices de culte de la ville, de fait ce toponyme a été conservé jusqu'à nos jours, comme pour l'église San Giorgio Maggiore.

Le toponyme « maggiore » a été attribué aux églises ayant une grande importance religieuse ou historique, comme pour l'église S. Trinità Maggiore ou la chiesa Maggiore (plus connue comme celle des Girolamini).

### Autres églises et édifices religieux du centre historique
- Chapelle Adoremus (via Costantinopoli)
- Chapelle du Carmel (palazzo Cellammare)
- Chapelle du Monte dei Poveri
- Chapelle du Monte di Pietà
- Chapelle de la Charité-de-Dieu
- Chapelle de la Madonna del Rosario a Trinità Maggiore
- Chapelle de la Scala Santa
- Cappella della Vergine (ou Cappellone della Vergine: corso Vittorio Emanuele, près de l'institut Suor Orsola)
- Chapelle du Palazzo Ruffo di Bagnara
- Chapelle du Palazzo Troiano Spinelli di Laurino
- Chapelle Pappacoda
- Chapelle Pontano
- Chapelle de la Porte Saint-Janvier
- Chapelle San Silvestro (vico Donnaromita: à l'intérieur de la cour d'un palais historique)
- Chapelle Santa Maria della Concezione (via G. Paladino)
- Chapelle Santa Maria delle Grazie alle Tredici scese di Sant'Antonio
- Chapelle Santa Monica
- Chapelle du corso Vittorio Emanuele (près de la piazza Giuseppe Mazzini)
- Cappella reale dell'Assunta (it)
- Chapelle Sansevero
- Chapelle Ulloa
- Cappella Palatina a Castel Nuovo
- Chiesa di Nostra Signora del Pilar a Castel Sant'Elmo
- Église Sant'Erasmo a Castel Sant'Elmo
- Église anglicane de Naples
- Église Cor Jesu « ed ex educandato della Santissima Concezione a San Raffaele »
- Église Santi Alberto e Teresa
- Église Santi Bernardo e Margherita a Fonseca
- Église Santi Bernardo e Margherita
- Église Santi Cosma e Damiano a Porta Nolana
- Église Santi Cosma e Damiano ai Banchi Nuovi
- Église Santi Crispino e Crispiniano
- Église Santi Demetrio e Bonifacio
- Église Santi Filippo e Giacomo al vico dei Parrettari
- Église Santi Filippo e Giacomo dell'arte dei Fornai
- Église Santi Filippo e Giacomo
- Église Santi Francesco e Matteo
- Église Santi Giovanni e Teresa
- Église Santi Marcellino e Festo
- Église Santi Marco e Andrea a Nilo
- Église Santi Michele ed Omobono
- Église Santi Nicandro e Marciano
- Église Sante Orsola e Caterina dei Rossi
- Église Santi Pellegrino ed Emiliano
- Église Santi Pietro e Paolo dei Greci
- Église Santi Severino e Sossio
- Église Tutti i Santi al borgo Sant'Antonio
- Église du Carminiello ai Mannesi (site archéologique)
- Église du Cénacle
- Église du Gesù Bambino all'Olivella
- Église du Gesù delle Monache
- Église du port militaire de Naples (via Acton)
- Chiesa del Purgatorio al Cimitero delle 366 Fosse
- Chiesa del Sacro Cuore al Corso Vittorio Emanuele (montée Ventaglieri)
- Chiesa del Sacro Cuore e di Santa Rita alla Salute
- Chiesa del Salvatore (Castel dell'Ovo)
- Église du Santissimo Crocifisso ad Antesaecula
- Chiesa del Santissimo Crocifisso detta la Sciabica (sous-jacent l'atrium de la basilique San Paolo Maggiore)
- Église du Santissimo Redentore
- Église du Santissimo Rosario ad Cattolici (via San Giovanni e Paolo - Zurlo)
- Église du Saint-Sépulcre-du-Christ
- Église du Saint-Sépulcre-de-Jérusalem
- Église de la Compagnie de la Discipline-de-la-Sainte-Croix
- Église de la Concezione a Materdei
- Église de la Concezione al Chiatamone
- Église de la Confrérie du Très-Saint-Sacrement
- Église de la Congrégation de Saint-Jean-de-la-Discipline
- Église de la Congrégation des Soixante-Trois-Prêtres
- Église de la congrégation de la Trinità dei Pellegrini (via Giovanni Ninni 44)
- Église de la Consolazione a Carbonara
- Église de la Croix-de-Lucques
- Église de la Graziella
- Église de la Missione ai Vergini
- Église de la Monaca di Legno e la Riforma
- Église de la Nunziatella
- Église de la Paix
- Église de la Pietà dei Turchini
- Église de la Pietatella a Carbonara
- Église de la Réconciliation
- Église de la Santissima Trinità alla Cesarea
- Église de la Santissima Trinità degli Spagnoli
- Église de la Santissima Trinità dei Pellegrini
- Église de la Sommaria
- Église de l'Addolorata (Pausilippe)
- Église de l'Addolorata du Palazzo Cassano Ayerbo d'Aragona
- Chiesa dell'Arciconfraternita dei Lavoratori e dell'Ospedale Pellegrini (via San Raffaele)
- Chiesa dell'Arciconfraternita dei Recitanti del Santissimo Rosario
- Chiesa dell'Arciconfraternita dei Santi Cuori di Gesù e Maria a Cappella Vecchia (vico Belledonne a Chiaia)
- Église de l'Archiconfrérie des Santissimi Apostoli Pietro e Paolo Basacoena
- Église de l'Archiconfrérie du Cappuccio alla Pietrasanta
- Église de l'Archiconfrérie du Rosaire
- Église de l'Archiconfrérie du Très-Saint-Rosaire-et-de-Saint-Roch
- Église de l'Archiconfrérie de la Très-Sainte-Résurrection
- Chiesa dell'Arciconfraternita dell'Immacolata e San Vincenzo Ferreri
- Église de l'Archiconfrérie de Santa Maria della Sanità
- Église de l'Archiconfrérie de Santa Maria della Vittoria alla Torretta (ou église Santa Maria della Luce)
- Église de l'Archiconfrérie de Santa Maria dell'Arco (1860, sous-jacente de San Giuseppe dei Ruffi)
- Église de l'Archiconfrérie du Très-Saint-Sacrement
- Église de l'Ascension-de-Chiaia
- Église de l'Assomption (cimetière des Fontanelles)
- Église de l'Assomption-des-Cent-Prêtres
- Église des Clarisses
- Église des Crocelle ai Mannesi
- Église de l'Ecce Homo ai Banchi Nuovi
- Église de l'Ecce Homo al Cerriglio
- Église de l'Immacolata a Forcella
- Église de l'Immacolata a Vico
- Église de l'Immacolata alle Fontanelle
- Église de l'Immacolata Concezione alle Fontanelle
- Église de l'Immacolata Concezione e Purificazione di Maria de' nobili in Montecalvario
- Église de l'Immacolata Concezione e San Gioacchino
- Église de l'Immacolata e San Vincenzo
- Église de l'Immacolatella a Pizzofalcone
- Chiesa dell'Ordine di Malta (?)
- Église de l'Ospedale di Santa Maria di Loreto Crispi
- Église de Maria Santissima Assunta in Cielo
- Église Maria Santissima del Carmine
- Église du Palazzo Nunziante
- Église du Palazzo Sanfelice
- Église San Bartolomeo
- Église San Benedetto
- Église San Biagio ai Taffettanari
- Église San Biagio dei Caserti
- Église San Bonaventura
- Église San Carlo all'Arena
- Église San Carlo alle Mortelle
- Chiesa di San Domenico Soriano
- Église San Felice in Pincis
- Église San Ferdinando
- Église San Francesco (cimetière des Capucins)
- Église San Francesco d'Assisi a Mergellina
- Église San Francesco dei Cocchieri
- Église San Francesco delle Monache
- Église San Gennaro a Sedil Capuano
- Église San Gennaro all'Olmo
- Église San Gennaro dei Cavalcanti (détruite)
- Église San Gennaro Spogliamorti
- Église San Gennaro
- Église San Giacomo degli Italiani
- Église San Gioacchino a Pontenuovo
- Église San Giorgio dei Genovesi
- Église San Giovanni a Carbonara
- Église San Giovanni a Mare
- Église San Giovanni Battista dei Caprettari
- Église San Giovanni Battista delle Monache
- Église San Giovanni da Capestrano
- Église San Girolamo dei Ciechi
- Église San Girolamo delle Monache
- Église San Giuseppe a Chiaia
- Église San Giuseppe dei Nudi
- Église San Giuseppe dei Ruffi
- Église San Giuseppe dei Vecchi
- Église San Giuseppe delle Scalze a Pontecorvo
- Église San Gregorio Armeno
- Église San Leonardo e San Paolo
- Église San Mandato
- Église San Mattia
- Église San Michele Arcangelo
- Église San Nicola a Nilo
- Église San Nicola a Pistaso
- Église San Nicola alla Carità
- Église San Nicola da Tolentino
- Église San Nicola dei Caserti
- Église San Pantaleone
- Église San Pasquale a Chiaia
- Chiesa di San Pietro (Castel dell'Ovo)
- Église San Pietro a Fusariello
- Église Saint-Pierre-à-Majella
- Église San Pietro in Vinculis
- Église San Pietro Martire
- Église San Potito
- Église San Raffaele
- Église San Rocco alla Riviera di Chiaia
- Église San Salvatore agli Orefici
- Église San Severo al Pendino
- Église San Severo fuori le mura
- Église San Tarcisio
- Église San Tommaso a Capuana
- Église Santa Barbara dei Marinai
- Église Santa Brigida
- Église Santa Caterina a Chiaia
- Église Santa Caterina a Formiello
- Église Santa Caterina al Pallonetto
- Église Santa Caterina da Siena
- Église Santa Caterina della Spina Corona
- Église Santa Croce di Palazzo
- Église Santa Croce e Purgatorio al Mercato
- Église Santa Lucia a Mare
- Église Santa Luciella a San Biagio dei Librai
- Église Santa Maria a Cancello
- Église Santa Maria a Mare (ou Santa Maria Addolorata)
- Église Santa Maria a Moneta
- Église Santa Maria a Piazza
- Église Santa Maria a Sicola
- Église Santa Maria ad Agnone
- Église Santa Maria ad Ogni Bene dei Sette Dolori
- Église Santa Maria Addolorata dei Franchis
- Église Santa Maria Ancillarum
- Église Santa Maria Antesaecula
- Église Santa Maria Apparente
- Église Santa Maria Assunta dei Pignatelli
- Église Santa Maria Avvocata dei Peccatori
- Église Santa Maria Avvocata
- Église Santa Maria degli Angeli a Pizzofalcone
- Église Santa Maria degli Angeli alle Croci
- Église Santa Maria degli Angeli detta del Cappuccio
- Église Santa Maria dei Miracoli
- Église Santa Maria dei Vergini
- Église Santa Maria del Ben Morire
- Église Santa Maria del Carmine e San Giovanni Battista
- Église Santa Maria del Divino Amore
- Église Santa Maria del Faro
- Église Santa Maria del Gran Trionfo
- Église Santa Maria del Monte dei Poveri
- Église Santa Maria del Parto a Mergellina
- Église Santa Maria del Pianto
- Église Santa Maria del Presidio
- Église Santa Maria del Rifugio
- Église Santa Maria del Rimedio al Molo Grande
- Église Santa Maria del Rosario a Portamedina
- Église Santa Maria del Rosario alle Pigne
- Église Santa Maria del Soccorso (Capodimonte)
- Église Santa Maria della Candelora
- Église Santa Maria della Carità
- Église Santa Maria della Catena
- Église Santa Maria della Colonna
- Église Santa Maria della Concezione a Montecalvario
- Église Santa Maria della Concordia
- Église Santa Maria della Consolazione a Villanova
- Église Santa Maria della Consolazione e Buona Morte (via San Giovanni e Paolo - Zurlo)
- Église Santa Maria della Fede
- Église Santa Maria della Lettera
- Église Santa Maria della Mercede a Montecalvario
- Église Santa Maria della Mercede e Sant'Alfonso Maria de' Liguori
- Église Santa Maria della Misericordia ai Vergini
- Église Santa Maria della Misericordia e Angelo Custode
- Église Santa Maria della Neve in San Giuseppe
- Église Santa Maria della Pace
- Église Santa Maria della Purità al Vomero
- Église Santa Maria della Purità e Sant'Anna
- Église Santa Maria della Sapienza
- Église Santa Maria della Scala
- Église Santa Maria della Solitaria
- Église Santa Maria della Speranza
- Église Santa Maria della Stella alle Paparelle
- Église Santa Maria della Stella
- Église Santa Maria della Verità
- Église Santa Maria della Vita
- Église Santa Maria della Vittoria
- Église Santa Maria della Vittoria e Santissima Trinità all'Anticaglia
- Église Santa Maria dell'Aiuto
- Église Santa Maria dell'Amore
- Église Santa Maria dell'Anima a Parco Margherita
- Église Santa Maria dell'Arco a Portanova
- Église Santa Maria dell'Arco in via Soprammuro
- Église Sainte-Marie-des-Âmes-du-Purgatoire
- Église Santa Maria delle Grazie (Piazzetta Mondragone)
- Église Santa Maria delle Grazie a Capodimonte
- Église Santa Maria delle Grazie a Piazza Cavour
- Église Santa Maria delle Grazie a Toledo
- Église Santa Maria delle Grazie all'Orto del Conte
- Église Santa Maria delle Grazie in Sant'Antonio di Padova a Calata San Francesco
- Église Santa Maria delle Mosche
- Église Santa Maria delle Periclitanti
- Église Santa Maria dell'Olivella
- Église Santa Maria dei Vergini
- Église Santa Maria di Bellavista
- Église Santa Maria di Caravaggio
- Église Santa Maria di Costantinopoli
- Église Santa Maria di Gerusalemme
- Église Santa Maria di Monserrato
- Église Santa Maria di Montesanto
- Église Santa Maria di Monteverginella
- Église Santa Maria di Piedigrotta al Lavinaio
- Église Santa Maria di Piedigrotta
- Église Santa Maria di Portosalvo
- Église Santa Maria Donnalbina
- Église Santa Maria Donnaregina Nuova
- Église Santa Maria Donnaregina
- Église Santa Maria Donnaromita
- Église Santa Maria Egiziaca a Forcella
- Église Santa Maria Egiziaca a Pizzofalcone
- Église Santa Maria Francesca delle Cinque Piaghe
- Église Santa Maria in Cosmedin
- Église Santa Maria in Portico
- Église Santa Maria Incoronata[10]
- Église Santa Maria la Bruna a vicolo Scassacocchi
- Église Santa Maria la Nova
- Église Santa Maria la Palma
- Église Santa Maria Maddalena ai Cristallini
- Église Santa Maria Maddalena alle Cappuccinelle
- Église Santa Maria Maddalena de' Pazzi
- Église Santa Maria Maddalena delle Convertite Spagnole
- Église Santa Maria Materdomini
- Église Santa Maria Ognibene
- Église Santa Maria Porta Cœli (manomessa)
- Église Santa Maria Regina Coeli
- Église Santa Maria Stella Maris
- Église Santa Maria Succurre Miseris ai Vergini
- Église Santa Maria Vertecœli
- Église Santa Marta
- Chapelle Santa Monica
- Église Santa Patrizia
- Église Santa Rosa a Regina Cœli
- Église Santa Sofia
- Église Santa Teresa a Chiaia
- Église Santa Teresa degli Scalzi
- Église Santa Teresella degli Spagnoli
- Église Sant'Agrippino a Forcella
- Église Sant'Alberto e Teresa
- Église Sant'Alessio
- Église Sant'Alfonso all'Arenaccia (via Pietro Giannone 33 - architecture néogothique)
- Église Sant'Andrea Apostolo dei Gattoli
- Église Sant'Andrea dei Cocchieri
- Église Sant'Angelo a Nilo
- Église Sant'Angelo a Segno
- Église Sant'Anna a Capuana
- Église Sant'Anna a Marconiglio (piazzetta Marconiglio - Corso Giuseppe Garibaldi)
- Église Sant'Anna a Porta Capuana
- Église Sant'Anna al Trivio
- Église Sant'Anna di Palazzo
- Église Sant'Antoniello alla Vicaria
- Église Sant'Antoniello a Capuana
- Église Sant'Antoniello del Sangue di Cristo ai Ventaglieri
- Église Sant'Antonio a Posillipo
- Église Sant'Antonio a Tarsia
- Église Sant'Antonio Abate
- Église Sant'Antonio Abate al Sangue di Cristo
- Église Sant'Antonio ai Monti
- Église Sant'Antonio di Padova (Chiostro di San Lorenzo Maggiore)
- Église Sant'Arcangelo a Baiano
- Église Sant'Arcangelo agli Armieri
- Église Sant'Arcangelo degli Arcamoni
- Église Sant'Aspreno ai Crociferi
- Église Sant'Aspreno al Porto
- Église Sant'Eframo Vecchio
- Église Sant'Eligio dei Chiavettieri
- Église Sant'Ivone degli Avvocati
- Église Santo Strato a Posillipo
- Église Sant'Onofrio alla Vicaria
- Église Sant'Onofrio dei Vecchi
- Église Sant'Orsola a Chiaia
- Église du vico Donnaromita
- Église de la Villa Addeo
- Église de la Villa Flordiana
- Église évangélique vaudoise de Naples
- Église de la via Carlo Poerio
- Église de la via Salvator Rosa (entre les vestiges du pont d'époque romaine)
- Église de la via San Giovanni e Paolo n° 10 (Zurlo)
- Église du vico Forno a Porta San Gennaro (réadaptée en palais, il ne reste que la façade)
- Église luthérienne de Naples
- Église Santa Maria del Buon Consiglio
- Église de la via Cesare Rosaroll (à côté de Sant'Anna a Porta Capuana)
- Chapelle de la via Salvator Rosa, n° 45 (englobée dans un palais historique)
- Chapelle San Nicola alle Sacramentine
- Hôpital des Incurables
- Couvent des Chinois (dit aussi Collège des Chinois)
- Complesso dei Padri Vincenziani
- Complesso del Convitto Nazionale
- Église et collège Sant'Ignazio al Mercato (ou Carminiello al Mercato)
- Complesso della SS. Trinità delle Monache
- Complesso delle Pentite al borgo Sant'Antonio Abate
- Complesso di Gesù e Maria
- Couvent San Francesco degli Scarioni
- Couvent San Francesco delle Cappuccinelle
- Complesso di San Francesco di Paola (détruit partiellement, il ne reste que le couvent)
- Couvent San Gaudioso (détruit partiellement)
- Couvent Santa Lucia Vergine al Monte
- Couvent Santa Maria dei Monti
- Couvent Santa Maria della Consolazione
- Couvent Santa Maria della Misericordia
- Couvent Santa Maria delle Periclitanti
- Couvent Santa Maria dello Splendore
- Couvent Santa Maria di Betlemme
- Couvent Santa Maria di Materdei
- Couvent Santa Monica
- Couvent Sant'Andrea delle Dame
- Complesso monastico di Suor Orsola Benincasa
- Couvent Sant'Antonio a Port'Alba, aujourd'hui bibliothèque de l'université de Naples
- Ermitage des Capucins de Naples
- Ancienne abbaye Santa Maria a Cappella Vecchia
- Masseria Spinosa
- Mausolée Schilizzi
- Monastère Sant'Eframo Nuovo
- Oratoire de la Confrérie des Blancs
- Oratoire de la Confrérie des Soixante-Six-Prêtres
- Oratoire de la Scala Santa
- Oratoire de l'Assunta de l'ancien couvent des Oratoriens (des Girolamini)
- Oratoire Santa Maria della Fede
- Oratoire Santa Maria Presentata al Tempio (vico Carboni ai Tribunali)
- Oratoire Santa Maria Presentata al Tempio
- Hospice marin du Pausilippe
- Oratoire des Nobles et oratoire des Dames
- Église Pio Monte della Misericordia
- Église San Giacomo degli Spagnoli
- Ritiro delle Pentite
- Ritiro delle Teresiane di Torre del Greco (Materdei, montée San Raffaele)
- Ritiro Regina del Santissimo Rosario Refugium Peccatorum
- Sacro Tempio della Scorziata
- Sanctuaire San Gaetano Thiene
- Séminaire des Nobles

### Églises et édifices religieux hors du centre historique
- Chapelle Cangiani
- Cappella della Masseria Sant'Antonio ai Monti e Sacro Cuore Eucaristico di Gesù e Maria della Santissima Assunta
- Chapelle de la Pietà (Piscinola) (via Acquarola di Piscinola)
- Chapelle Santa Rosa a Villa Mastellone
- Chapelle Sant'Angelo a Villa Marfella
- Chapelle Sant'Aniello
- Chapelle Falcon di Villa Maria (architecture néogothique, zone Capodichino)
- Maison du Volto Santo
- Église copte de Naples
- Église Sant'Aspreno al Porto
- Église Santi Cosma e Damiano a Secondigliano
- Église Santi Pietro e Paolo
- Église du Sacré-Cœur des Salésiens
- Église du Sacré-Cœur-de-Jésus (Naples) (Parc des Collines de Naples, adjacent à la Tour San Domenico)
- Église du Santissimo Sacramento (Naples) (piazza Tarufi)
- Église du Santissimo Salvatore (Naples) (via del Salvatore, adjacente à la piazza Tarufi)
- Église du Santissimo Salvatore
- Église de la caserne de cavalerie de Naples
- Église de la Madonna della Luce
- Chiesa della Masseria Cinzia
- Chiesa della Masseria Luce
- Église Santa Croce al borgo Orsolone
- Église de la Santissima Trinità
- Église de l'Addolorata a Secondigliano
- Église de l'Addolorata alla Pigna
- Église de l'Annunziata (Barra)
- Église de l'Architiello
- Église de l'Archiconfrérie Estaurita del SS. Sacramento
- Église de l'Archiconfrérie de Santa Maria del Soccorso all'Arenella
- Église de l'Ave Gratia Plena
- Église de l'Immacolata a Capodichino
- Église de l'Immacolata a Fuorigrotta
- Église de l'Immacolata di Nazareth
- Église de l'Immacolata e Sant'Anna al Vasto
- Chapelle de l'Institut du Sacré-Cœur (Stadera)
- Église Santa Maria Addolorata ai Camaldoli
- Église Maria Santissima del Caravaggio
- Église Maria Santissima Desolata
- Église Maria Santissima di Caravaggio
- Église San Domenico (Barra)
- Église San Francesco d'Assisi al Vomero
- Église San Gennaro ad Antignano
- Église San Gennaro al Vomero
- Église San Giorgio Martire
- Église San Giovanni Battista (Chiaiano)
- Église San Giovanni Battista (Marianella)
- Église San Giovanni Battista ai Camaldoli
- Église San Giovanni dei Fiorentini
- Église San Giuseppe Maggiore dei Falegnami
- Église San Nicola a Chiaiano (piazza Romano)
- Église Saint-Louis-de-Gonzague de Naples
- Église San Pietro a Patierno
- Église San Rocco
- Église San Tommaso d'Aquino
- Église San Vitale Martire
- Église Santa Caterina Volpicelli (ou Ancelle del Sacro Cuore, via Principe di Napoli - Ponticelli)
- Église Santa Croce
- Église Santa Francesca Cabrini (Naples)
- Église Santa Maria del Pianto
- Église Santa Maria del Pozzo
- Église Santa Maria del Presepe
- Église Santa Maria del Soccorso (San Giovanni a Teduccio)
- Église Santa Maria del Soccorso all'Arenella
- Église Santa Maria della Natività
- Église Santa Maria della Purità (San Pietro a Patierno)
- Église Santa Maria della Rotonda e grotta di Betlemme (rotonde Amedeo di Savoia)
- Église Santa Maria della Salute
- Église Santa Maria dell'Arco a Ponticelli
- Église Santa Maria dell'Arco
- Église Santa Maria delle Grazie (Cupa Angara) n° 43
- Église Santa Maria delle Grazie al Purgatorio
- Église Santa Maria Solitaria e dei Santi Antonio e Isidoro
- Église Sant'Anna all'Arenella
- Église Sant'Anna a Bagnoli
- Église Sant'Anna alle Paludi
- Église Sant'Antonio Abate (Pianura)
- Église Sant'Antonio di Padova a Carbonelli
- Église Sant'Eframo Nuovo (cimetière de Poggioreale)
- Église Sant'Erasmo ai Granili
- Église Santo Stefano al Vomero
- Chapelle de la Villa de Majo
- Chiesa di Villa Lieto-Garzilli
- Chiesa di Villa Patrizi
- Chiesa di Villa Regina
- Chiesa Divo Alphonso Dicatum (via Ferrante Imparato, Ponticelli)
- Chiesa in Salita Arenella n. 19/E
- Chiesa in via Augusto Righi n. 2 (Agnano)
- Chiesa in via Comunale Terzio (Barra)
- Chiesa in via San Giacomo dei Capri (Vomero)
- Chiesa Madre di Poggioreale
- Chiesa Madre di San Giovanni a Teduccio
- Église paléochrétienne de la via Manzoni (Découverte récente, fin des années 1990)
- Église Regina Paradisi
- Église rurale de l'Addolorata
- Chiese nuove dei Camaldoli (XVIIIe siècle env., découverte en 2005 - 2006)
- Petite église de l'Annunziata a Barra
- Complesso dell'Eremo dei Camaldoli
- Complesso dell'Eremo di Santa Maria di Pietraspaccata
- Couvent Santa Maria della Libera
- Complesso di Santa Teresa e Giuseppe (viale Tigli)
- Masseria dei Domenicani
- Masseria della Chiesa
- Masseria dell'Architiello
- Monastère des Théatines (corso San Giovanni)
- Oratoire de la confrérie de Saint-François (adjacente à Torre dei Franchi, parco delle Colline de Naples)
- Hospice des Camaldules
- Piccola Pompei al Vomero
- Sanctuaire des Ancelles du Sacré-Cœur
- Sanctuaire San Gennaro alla Solfatara
- Sanctuaire eucharistique Saint-Pierre-Apôtre
- Temple de la Gaiola

## Sources
- (it) Cet article est partiellement ou en totalité issu de l’article de Wikipédia en italien intitulé « Chiese di Napoli » (voir la liste des auteurs).